# Macunaíma
Macunaíma, o herói sem nenhum caráter é um livro publicado em 1928 pelo polímata brasileiro Mário de Andrade, considerado a sua obra-prima. Escrito em pouco tempo mas fruto de pesquisas anteriores que o autor fazia sobre as origens e as especificidades da cultura e do povo brasileiro, narra a história do herói índio Macunaíma desde seu nascimento na selva até sua morte e transfiguração, uma trajetória movimentada e aventuresca em que é ajudado por seus irmãos e outros personagens, em busca de uma pedra mágica, o muiraquitã, que havia recebido de seu grande amor, Ci, a Mãe do Mato, mas que fora perdida e acabara em posse de Piaimã, um gigante comedor de gente que vivia como abastado burguês em São Paulo.
A obra é de difícil classificação no sistema dos gêneros literários, sua estrutura tem elementos de muitos gêneros combinados, mas é muito elogiada como um experimento linguístico e literário extraordinariamente original e bem-sucedido, que esconde sua erudição na aparente facilidade com que integra modos de falar e elementos de crônicas, lendas, ditados e contos folclóricos de todo o Brasil em uma narrativa coerente, vigorosa, ágil e cativante. Também é admirada como uma penetrante reflexão sobre a cultura e sociedade brasileira, sua história, seu presente e seu destino. O mítico e o mágico fluem livremente ao lado da realidade concreta e muitas vezes a transfiguram, impregnando-a de novos significados. O protagonista é um personagem tão complexo, imprevisível e pouco definível quanto o formato da narrativa, alterna entre momentos de aguda perspicácia e estupidez, entre mansidão e brutalidade, entre grandeza e vilania; é, com efeito, um ser sobre-humano, dotado de poderes mágicos, e vive operando prodígios. Seu caráter e moralidade fora dos padrões, em particular, bem como sua sexualidade exuberante e irrefreada, têm sido objeto de intensa exploração crítica e debate.
O livro hoje é largamente conhecido no Brasil, e seu protagonista saiu das suas páginas para ir viver no imaginário coletivo da nação, tornando-se um ícone popular. Na mídia e na cultura popular formou-se uma persistente imagem de Macunaíma como um retrato do "brasileiro médio" e seu modo de viver e entender o mundo, geralmente enfatizando traços negativos de preguiça, inconstância, libertinagem, covardia e pouca confiabilidade, mas para a maioria dos críticos recentes essa visão é um estereótipo pouco fiel à realidade. É verdade que a acidentada e excitante carreira do herói acaba em uma grande derrota: ele perde tudo ao que dava valor e tudo que dava sabor à sua existência, perde seus amores, sua família, seu império, e toda sua tribo se extingue; no final, solitário e desiludido, deixa o mundo e vai para o céu, transformando-se numa constelação. Porém, reivindicando a diversidade e miscigenação que marcaram a formação do país, normalizando o imprevisto, e incorporando a liberdade, a imaginação, a poesia e o maravilhoso ao cotidiano, ele tem sido entendido pelos pesquisadores muitas vezes como um "anti-herói", um símbolo da resistência ao colonialismo, à massificação, à homogeneização e à higienização étnica e cultural, aos preconceitos e discursos hegemônicos; um contraponto ao racionalismo frio e desumanizante, ao mundo das convenções, das regras fixas, dos horários rígidos e dos valores supostamente eternos e universais, cuja mensagem permanece viva e pertinente para o presente. A controvérsia, de fato, cercou a obra desde seu lançamento em 1928, surgindo em um momento em que os intelectuais modernistas procuravam tanto descobrir como redesenhar a "verdadeira" identidade nacional, trabalhando num contexto conservador, enfrentando a herança ainda muito viva do passado monárquico e colonial, e lutando para abrir um caminho legítimo e novo para um futuro que não discerniam com clareza.
A volumosa bibliografia crítica que Macunaíma produziu e produz — sendo um dos livros brasileiros mais estudados de todos os tempos — é repleta de polêmicas sobre o seu significado, seus aspectos estéticos e suas implicações morais, culturais, políticas, históricas e sociais. Porém, a crítica o reconhece consensualmente como uma obra-prima e como um dos maiores marcos do Modernismo literário brasileiro, se não o maior. É obra muito estudada também por pesquisadores estrangeiros e foi traduzida para várias línguas. Tendo-se tornado uma das obras canônicas da literatura brasileira, já foi adaptada para o cinema, os quadrinhos e o teatro, e serve como frequente referência em vários domínios artísticos e culturais.

## Contexto e influências
Macunaíma é geralmente considerado um fruto paradigmático do Modernismo brasileiro, um movimento que procurou romper com a tradição definindo um período de questionamentos e buscas por formas de pensamento e expressão que fossem mais adequadas a uma conjuntura que se transformava rapidamente sob o impacto de mudanças sociais, do progresso científico e tecnológico, da industrialização, da urbanização, e de novos modos de entender a sociedade, inaugurados por correntes filosóficas e políticas como o Anarquismo e o Marxismo. No campo da cultura e da arte, o Futurismo, o Cubismo, o Dadaísmo, o Expressionismo e o Surrealismo revolucionavam a Europa, introduzindo a abstração, o irracional e a liberdade expressiva, estendendo seus efeitos ao Brasil. Entre os pioneiros das novas tendências no país estavam Oswald de Andrade, Mário de Andrade, Guilherme de Almeida, Ronald de Carvalho, Menotti del Picchia, Graça Aranha, Villa-Lobos, Manuel Bandeira, Anita Malfatti e Victor Brecheret. Em 1922, com a participação de muitos pioneiros, foi organizada a Semana de Arte Moderna, tida como o marco inaugural do movimento, mas antes disso muitas experiências já vinham sendo feitas. O Modernismo usualmente é dividido em três fases, e é na primeira, chamada de "heroica", a mais radical e iconoclasta, que Macunaíma surge. A influência de correntes estrangeiras foi fundamental nesse período, mas logo se entendeu que seria necessário, além de abandonar tradições desgastadas, dogmáticas e já sem sentido, valorizar o que havia de especificamente nacional, especialmente as culturas popular, negra e indígena, historicamente marginalizadas. Propunham uma revisão crítica da história, do colonialismo e do processo civilizatório, enfatizando a multiculturalidade, a necessidade de atualização e a liberdade de pensamento e expressão. Ao mesmo tempo, queriam afastar o "complexo de colonizado", que fazia o país permanecer dependente em excesso dos referenciais estrangeiros. Na literatura procurou-se ultrapassar o preciosismo, os modos retóricos, o estilo erudito e artificial dos escritores românticos e parnasianos, absorvendo a fala coloquial, as gírias, os folclores e os regionalismos, desenvolvendo um gosto pelo esboço, pelo fragmento, pelo primitivo, pelo irracional e pela colagem de textos de diferentes origens e características, o que repercutiu na forma e na estrutura, que se tornam imprevisíveis, descontínuas e irregulares. Numa carta a Alberto de Oliveira de 1924 descrevendo o movimento, Mário de Andrade escreveu:

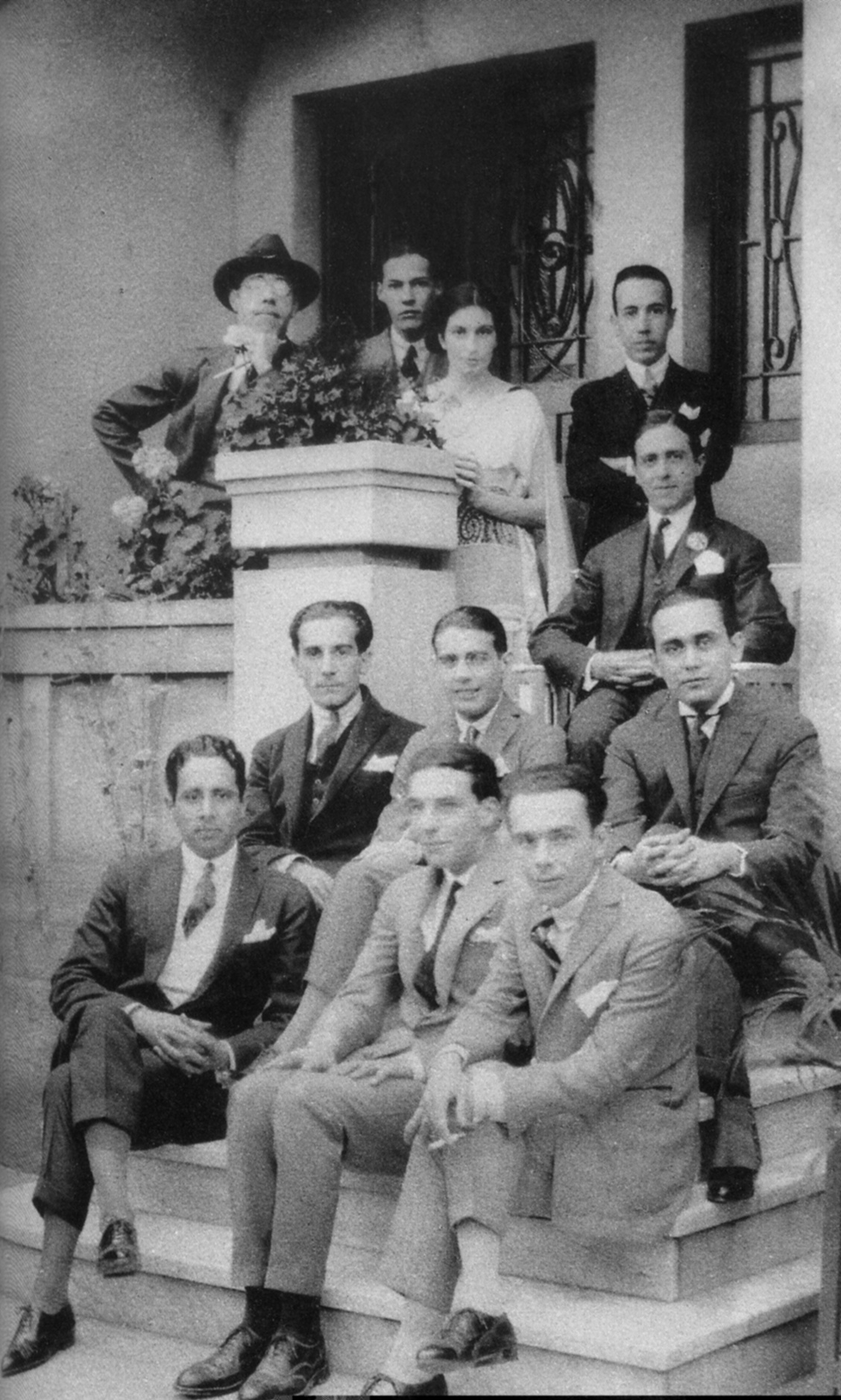
Mário de Andrade, de chapéu, com outros modernistas em 1922

"Estamos reagindo contra o preconceito da forma. Estamos matando a literatice. Estamos acabando com o domínio da França sobre nós. Estamos acabando com o domínio gramatical de Portugal. Estamos esquecendo a pátria-amada-salve-salve em favor duma terra de verdade que vá enriquecer com o seu contingente característico a imagem multifacetada da humanidade. [...] Estamos fazendo arte muito misturada com a vida".
Mário é reconhecido como um dos principais expoentes do Modernismo brasileiro, desenvolvendo carreira como intelectual e artista politicamente engajado, e exercendo grande influência. Acreditava que a arte devia não apenas servir à estética ("arte pela arte"), mas também cumprir uma função social, ser útil e construtiva. Isso se expressa também em seu interesse pela formação de uma cultura autenticamente nacional, e na crença de que o Estado tem um importante papel a desempenhar como organizador da sociedade, mas também pensava que o artista devia ter um preparo cultural consistente. Coerente com este pensamento, adquiriu ele mesmo uma vasta cultura, estudando filosofia, música, antropologia, psicologia, etnologia, estética, folclore, história e outros campos do saber.
Além dos princípios gerais modernistas, entre suas principais influências estão os estudos de Silvio Romero sobre o folclore, aproximando-se da sua abordagem antirregionalista, enfatizando a mestiçagem cultural; buscava a sistematização do estudo folclórico, e o entendimento da literatura como um instrumento de universalização da cultura. Com Johann Gottfried Herder estudou a influência da língua, do ambiente e da paisagem na definição da autenticidade e especificidade cultural de cada nação; da filosofia de Oswald Spengler colheu a concepção das culturas como organismos que passam por ciclos de ascensão e decadência; a tentativa de distinguir o que é essencial do que é circunstancial, e a dialética entre campo/cidade, cultura/civilização, história/natureza, nacional/internacional, intuição/razão. Com Hermann von Keyserling, que chegou a ser citado por Mário como a chave para a compreensão de Macunaíma, rejeitou a explicação exclusivamente burguesa e capitalista da história, apontando a incompletude da civilização americana, o potencial destruidor do progresso e do conhecimento desvinculado da humanidade, e a necessidade de encontrar um sentido espiritual para a civilização, pregando a preservação de uma relação orgânica, ainda que consciente e crítica, do presente e do futuro com o passado, onde as tradições ainda têm um papel a desempenhar como fios condutores da cultura e da história. Essa relação positiva com o passado foi um dos diferenciais de Mário em relação a outros modernistas mais radicais, para quem o passado devia ser simplesmente esquecido. Também deve ser assinalada sua relação com Iracema, de José de Alencar, a quem admirava, não tanto pela temática indígena — recusava o rótulo de obra indianista para Macunaíma —, mas pela tentativa de definir uma expressão nacional para a linguagem, chamando-o de "patrono santo da literatura brasileira". De certa forma os escritores românticos brasileiros em geral podem ser considerados como precursores de Macunaíma pelo seu interesse em estabelecer um cânone nacionalista.
Contudo, é difícil delimitar com precisão suas influências, sendo um intelectual em contínuo movimento e debate entre tendências divergentes, que absorveu traços de um largo espectro de referenciais, e isso acrescenta um elemento de tensão dialética em seu pensamento e em sua obra. O processo de valorizar as tradições e raízes populares e as adaptações e transgressões locais dos cânones eruditos importados como os elementos mais autênticos no projeto de construção de uma identidade brasileira, exigia selecionar o que ainda era considerado aproveitável e legítimo no antigo para gerar o novo, o que por sua própria natureza seletiva não podia ficar livre de contradições, dilemas e impasses.
O Modernismo brasileiro foi caracterizado, de fato, pela coexistência de correntes muito diferenciadas e às vezes antagônicas — Movimento antropofágico, Movimento Verde-Amarelo, Movimento Pau-Brasil, Grupo Festa e outros — num período de crise e indefinição generalizada na cultura, mas para muitos desses grupos a questão nacionalista era um elo unificador, embora mesmo neste aspecto as diferenças de visão fossem muitas, oscilando do ufanismo extremado e homogeneizador a uma postura crítica, multicultural e seletiva de aspectos essenciais. A obra de Mário de Andrade, inserida centralmente nesse contexto, está cheia de paradoxos, buscando o futuro mas vinculado ao passado, querendo o Brasil mas admirando a Europa, valorizando o específico e almejando ao universal, e esse hibridismo é um dos fatores que a tornam tão rica e estimulante. Numa avaliação tardia do movimento, Mário considerou que seu principal legado foi a conquista "do direito à pesquisa estética, a atualização da inteligência artística brasileira e a estabilização de uma consciência criadora nacional".

## Enredo
No fundo do mato-virgem nasceu Macunaíma, herói de nossa gente. Era preto retinto e filho do medo da noite. Houve um momento em que o silêncio foi tão grande escutando o murmurejo do Uraricoera, que a índia tapanhumas pariu uma criança feia. Essa criança é que chamaram de Macunaíma.
Já na meninice fez coisas de sarapantar. De primeiro passou mais de seis anos não falando. Si o incitavam a falar exclamava:
— Ai! que preguiça! ...
O livro divide-se em 17 capítulos mais um epílogo. A família do herói era composta pela mãe e dois irmãos, Maanape, um pajé, e Jiguê, um guerreiro, casado com Sofará. Ainda menino, por meio de magia às vezes se transforma em homem, e inicia suas aventuras sexuais, às escondidas, com Sofará, cujo adultério é descoberto e afinal é abandonada pelo marido. Jiguê aparece com uma nova mulher, Iriqui, e mata um boto para alimentar a aldeia. O boto era um animal sagrado, e em castigo, o sapo Maraguigana, Pai do Boto,Ver nota  manda uma enchente que destrói as colheitas e afasta a caça. A tribo passa fome. Suas artimanhas prejudicam os irmãos, e Macunaíma é abandonado num campo. No caminho de volta para casa, engana o Curupira e encontra a Cutia, a qual, surpreendida com a esperteza do menino, dá-lhe um banho de caldo de aipim, transformando seu corpo no de um homem adulto. A cabeça, que não é molhada, fica para sempre a de um menino. O herói chega à aldeia, onde passa por metamorfoses para seduzir Iriqui. Depois da morte da mãe, os irmãos partem.

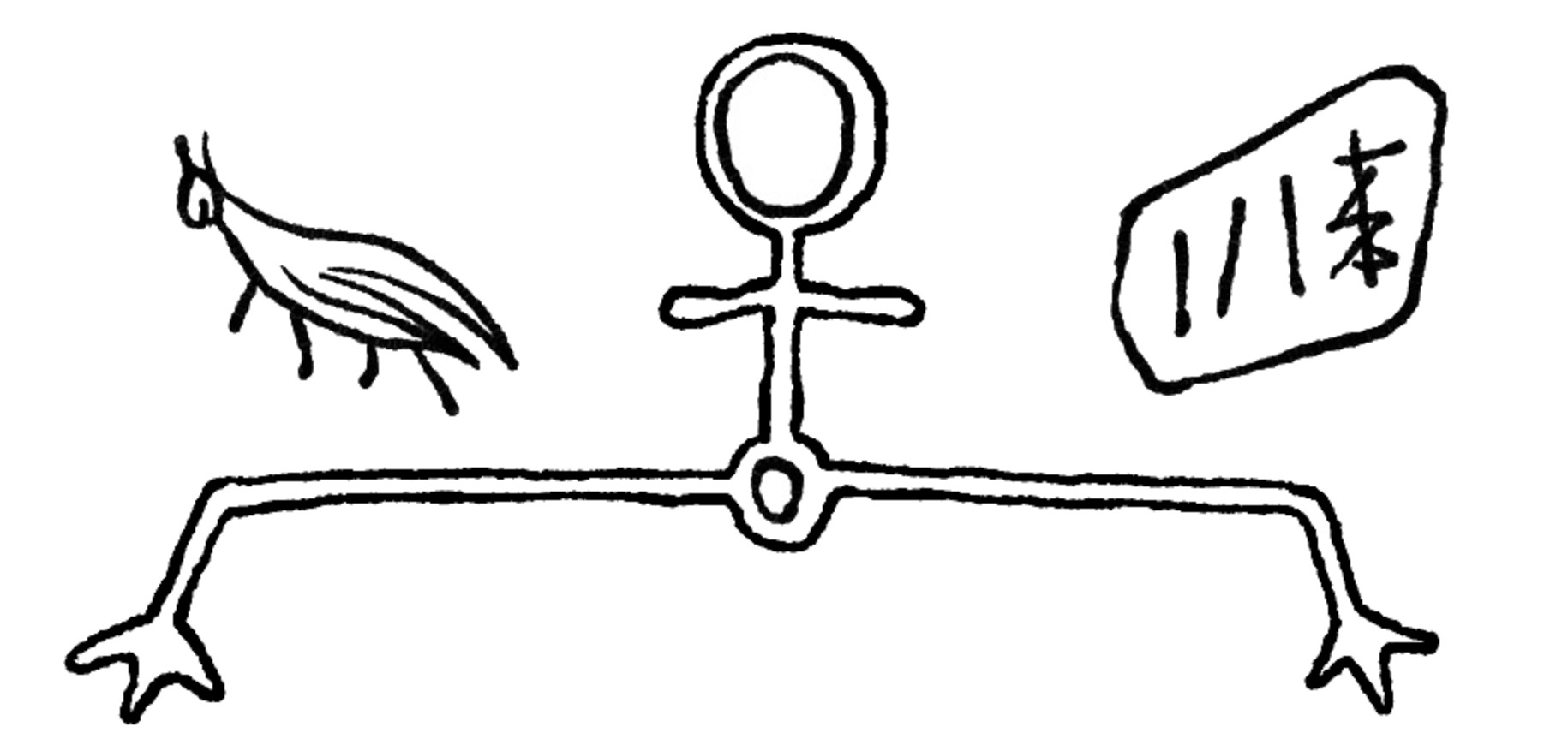
Epitáfio da mãe de Macunaíma, que no livro é composto por Maanape

No caminho o grupo encontra Ci, a Mãe do Mato, líder das guerreiras icamiabas. Ci é presa pelos irmãos e estuprada por Macunaíma, que por este ato de domínio se torna Imperador do Mato Virgem. Ci dá à luz uma criança encarnada, que no entanto logo morre. Então Ci dá a Macunaíma um talismã, o muiraquitã, e vai para o céu, onde se transforma em estrela. Do corpo morto do filho nasce a planta do guaraná. A morte da esposa enche Macunaíma de tristeza, e ele decide partir. Sempre acompanhado por seus irmãos e por um séquito de araras e jandaias, recebe homenagens por onde passa. Na viagem encontra Naipi, transformada em cachoeira por Capei, a Boiuna. O monstro aparece e é decapitado por Macunaíma, mas a cabeça permanece viva e passa a persegui-lo. No atropelo, o muiraquitã é perdido. Porém, descobre-se que a pedra havia ido parar nas mãos de um mascate peruano, Venceslau Pietro Pietra, que vivia folgadamente em São Paulo.
Macunaíma deixa sua consciência escondida na ilha de Marapatá, separa para a viagem uma fortuna em bagos de cacau, a moeda corrente na selva, e ruma para a cidade. No caminho toma banho numa poça formada na marca da pegada de Sumé, e se transforma em um homem branco, louro e de olhos azuis. Seus irmãos também se lavam, mas a água já estava suja e Jiguê fica com a cor avermelhada, e Maanape só consegue lavar as palmas das mãos e dos pés, que ficam vermelhas, permanecendo com o corpo negro. Chegando em São Paulo, o choque com a civilização causa espanto, que no entanto logo se dissipa. Na cidade o tesouro de cacau não vale quase nada e o dinheiro de sua venda só permite viverem numa pensão barata. Logo descobrem que Venceslau Pietro Pietra é Piaimã, um gigante comedor de gente dotado de poderes sobrenaturais, e que sua mulher, a velha Ceiuci, é uma bruxa perigosa — "uma caapora velha sempre cachimbando" e também comedora de gente: dois inimigos formidáveis. No primeiro enfrentamento Macunaíma é morto, picado e cozido, mas Maanape o ressuscita através de magia.
Na cidade grande Macunaíma vive uma série de aventuras enquanto tenta descobrir um meio de recuperar seu amuleto. Com o auxílio de macumba ele consegue espancar o gigante, mas isso não resolve a situação. Mas principalmente passa o tempo entregue ao ócio e ao sexo com prostitutas. Acaba capturado pela velha Ceiuci, mas escapa numa perseguição que os leva a percorrer todo o Brasil. Depois de mais algum tempo, frustrado, faz outra viagem, quando é enganado por um macaco e morre, mas Maanape o ressuscita outra vez. Enfim ocorre o confronto definitivo com o gigante, que acaba jogado dentro de uma panela de macarrão fervente. Assim o muiraquitã é recuperado.
Exultante, Macunaíma volta para a pensão, mas desiludido com a vida na cidade, transforma São Paulo em um bicho-preguiça de pedra e volta para a selva. No caminho reencontra Iriqui e se amanceba com ela, e recomeçam as aventuras e prodígios. Derrota o mostro Mapinguari, é perseguido pelo monstro Oibê e salva uma princesa, de quem se enamora, fazendo ciúmes em Iriqui, que deixa o mundo e vira estrela. A viagem prossegue pelos sertões. Chegando à antiga maloca, Macunaíma vai buscar sua consciência na ilha de Marapatá mas não a encontra, e então pega a de um hispano-americano e a coloca na sua cabeça. A vida dos irmãos reinicia na floresta. Jiguê trazia toda a caça, despertando a inveja de Macunaíma, que ao planejar uma vingança acaba sendo o responsável pela morte dos dois irmãos e da princesa.
Agora Macunaíma está solitário e doente. Um papagaio o distrai repetindo-lhe a história das suas antigas aventuras. Um dia até o papagaio desaparece. Macunaíma vai tomar banho no rio, onde encontra uma cunhã lindíssima, que era a Uiara disfarçada. Ele cai em seus encantos e é carregado para o fundo das águas. Ocorre uma luta e Macunaíma consegue escapar, embora muito ferido. Na luta, perde o muiraquitã, lembrança do seu verdadeiro amor. Para ele a vida já não tem sentido. Decide deixar o mundo para ir encontrar Ci no céu. Planta um cipó, que vai crescendo, e agarrado nele chega ao céu. Tenta encontrar abrigo nas malocas celestes de Capei (a Lua), de Cainagogue (a Vésper), e do Pai do Mutum (o Cruzeiro do Sul), mas por variados motivos não lhe dão entrada. Contudo, apiedado, o Pai do Mutum o transforma na constelação da Ursa Maior.

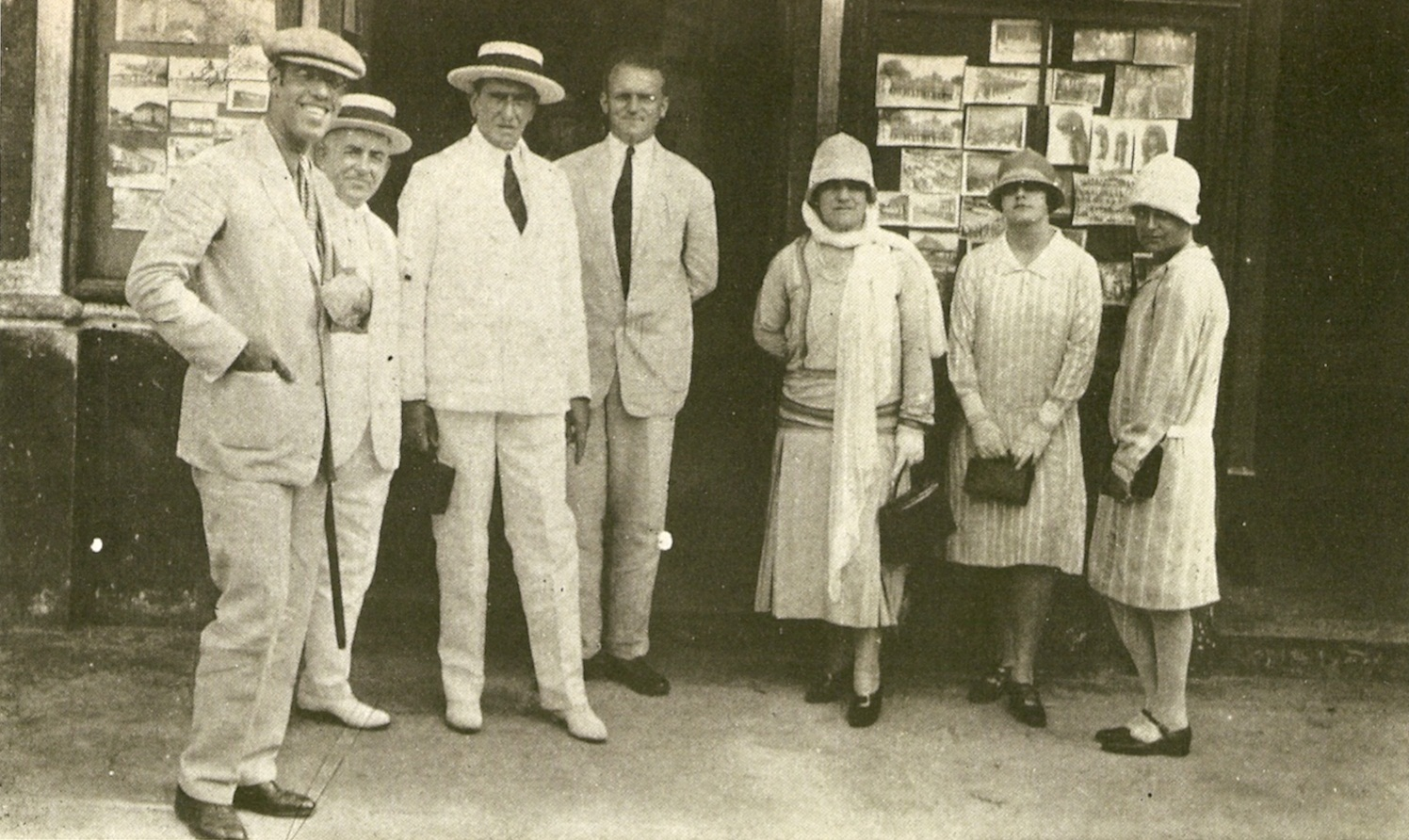
Mário de Andrade, à extrema esquerda, no período de escrita de Macunaíma

Na terra dos tapanhumas era só desolação. As doenças dizimaram a tribo e não restara ninguém. Um dia chega ali um homem branco, e no meio da ramaria vê um papagaio verde de bico dourado espiando para ele. O homem chama e o papagaio se aproxima.
Então o pássaro principiou falando numa fala mansa, muito nova, muito! que era canto e que era caxiri com mel-de-pau, que era boa e que possuía a traição das frutas desconhecidas do mato.
A tribo se acabara, a família virara sombras, a maloca ruíra minada pelas saúvas e Macunaíma subira pro céu, porém ficara o aruaí do séquito daqueles tempos de dantes em que o herói fora o grande Macunaíma imperador. E só o papagaio no silêncio do Uraricoera preservava do esquecimento os casos e a fala desaparecida. Só o papagaio conservava no silêncio as frases e feitos do herói.
Tudo ele contou pro homem e depois abriu asa rumo de Lisboa. E o homem sou eu, minha gente, e eu fiquei pra vos contar a história. Por isso que vim aqui. Me acocorei em riba destas folhas, catei meus carrapatos, ponteei na violinha e em toque rasgado botei a boca no mundo cantando na fala impura as frases e os casos de Macunaíma, herói de nossa gente.
Tem mais não.

## As fontes e a gênese

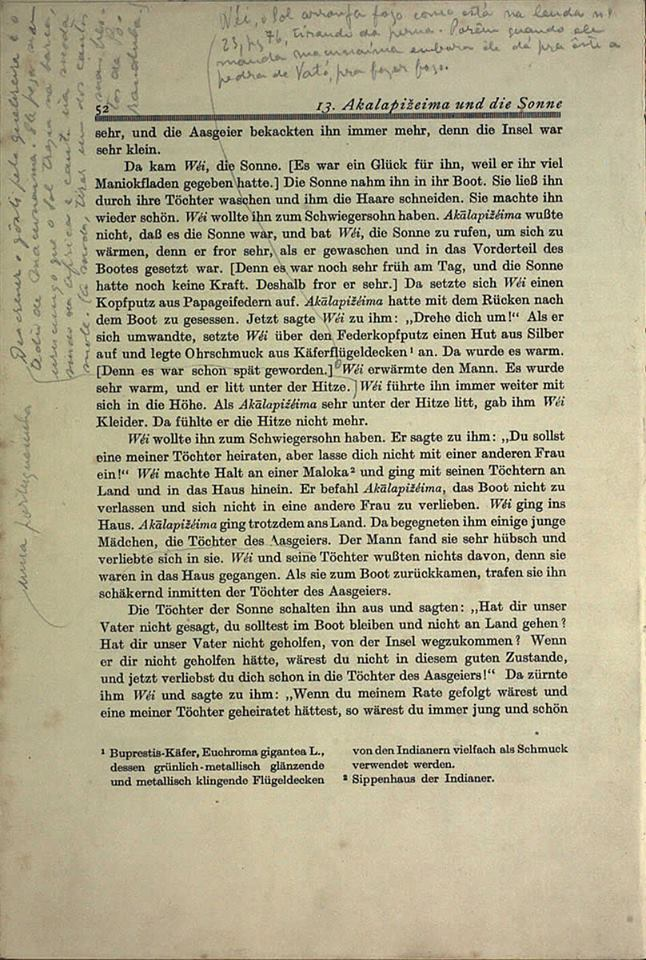
Anotações de Mário de Andrade em seu exemplar de Vom Roraïma zum Orinoco

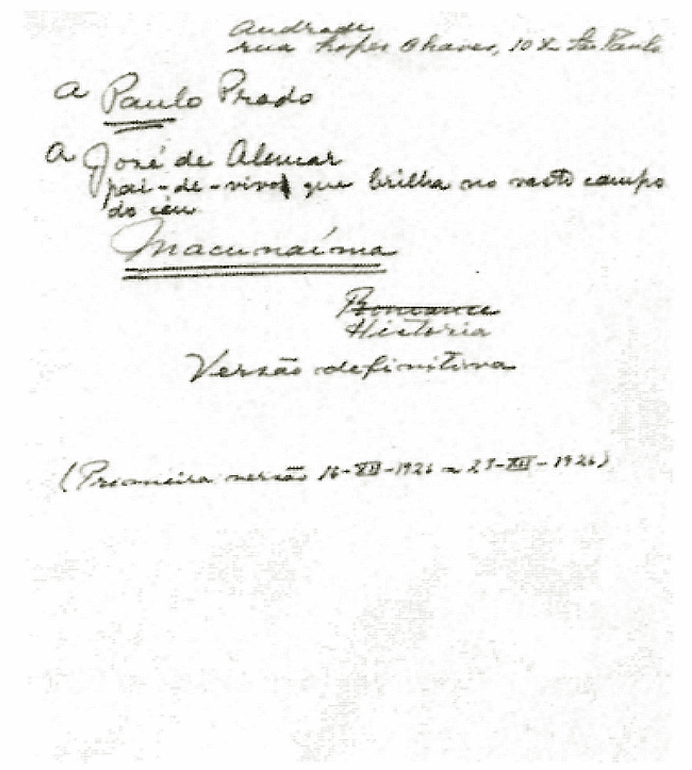
Página inicial do manuscrito de 1926

Macunaíma é uma narrativa multifacetada composta com materiais retirados de uma grande variedade de fontes. O seu eixo inicial foi um mito envolvendo um herói chamado Macunaíma que existia nas tradições indígenas do norte da Amazônia, recolhido e divulgado entre os ocidentais pelo etnólogo alemão Theodor Koch-Grünberg em sua obra Vom Roraïma zum Orinoco (1924). Mário relatou como despertou seu impulso para a escrita:
"No geral meus atos e trabalhos são muito conscientes por demais para serem artísticos. Macunaíma não. Resolvi escrever porque fiquei desesperado de comoção lírica quando lendo o Koch-Grünberg percebi que Macunaíma era um herói sem nenhum caráter nem moral nem psicológico, achei isso enormemente comovente nem sei porquê, de certo modo pelo ineditismo do fato, ou por ele concordar um bocado com a nossa época, não sei..."
Em seu redor foram agregados elementos do folclore indígena, africano, brasileiro e europeu, junto com outros oriundos de textos anteriores do autor, de suas experiências pessoais, de seus estudos antropológicos, etnológicos, linguísticos e psicológicos, e da história do Brasil, especialmente através das crônicas coloniais. Koch-Grünberg forneceu muitos outros motivos além do personagem-título, e também foram importantes fontes gerais obras de Capistrano de Abreu (Língua dos Caxinauás), Couto de Magalhães (O Selvagem), Gustavo Barroso (Ao Som da Viola), Basílio de Magalhães (Folclore) e Sílvio Romero (Contos Populares). Nos esboços para o primeiro prefácio Mário viu seu trabalho como uma espécie de "antologia do folclore brasileiro", mas não pretendia que fosse entendido como um documento acadêmico, e sim como uma obra de arte, dizendo que "evidentemente não tenho a pretensão de que meu livro sirva para estudos científicos de folclore. Fantasiei quando queria e sobretudo quando carecia para que a invenção permanecesse arte e não documentação seca de estudo". Em vários textos posteriores Mário defendeu o método da apropriação e transformação de temas e motivos já existentes como uma prática artística generalizada, como é de fato desde tempos imemoriais.
Os primeiros esboços para o livro datam de 1926, constituídos de ideias postas em folhas e fichas avulsas e anotações inscritas nas margens da sua edição de Vom Roraïma zum Orinoco. Logo fazia contatos com outros intelectuais e pesquisadores obtendo novos subsídios, lançava-se entusiasmado em pesquisas próprias para levantamento dos espaços e composição dos personagens, fazendo muitas anotações, e nas férias de fim de ano, passadas na chácara de seu primo Pio Lourenço Correa em Araraquara, escreveu em poucos dias a primeira versão manuscrita em sete cadernos, logo seguida de mais duas, que condensaram drasticamente o que havia escrito no início, resultando em dois cadernos. Depois das férias organizou o material em uma versão datilografada, e ao longo do processo de redação definitiva frequentemente debateu os progressos que fazia com amigos, especialmente Alceu Amoroso Lima, Carlos Drummond de Andrade e Manuel Bandeira, considerando suas opiniões e sugestões, e em janeiro de 1927 entregava os originais para impressão, mas ao longo da revisão das provas fez alterações extensas no material até sua primeira publicação em 26 de julho de 1928, impressa na gráfica de Eugênio Cúpolo. Neste ínterim, alguns excertos foram publicados em revistas com fins de divulgação. Para a edição de 1937 faria novas modificações importantes.
Em 1945 a editora Martins Livreiro fez outra edição, incluída nas Obras Completas, que devia contar com novas emendas ao texto, mas o autor já estava adoentado e a revisão da obra foi apressada e deficiente, passando muitos erros e introduzindo alterações, especialmente nas expressões linguísticas, em função das novas normas introduzidas com a Reforma Ortográfica de 1943. Esta edição foi autorizada por Mário e gerou uma longa tradição editorial, mas segundo Telê Lopez, coordenadora de uma importante edição crítica, em muitos aspectos é insatisfatória, desfigura algumas das suas principais qualidades e não pode ser tida como um texto-base para estudos especializados.

## Aspectos centrais

### O problema do gênero
A originalidade de sua estrutura, cheia de imprevistos, interpolações, quebras de continuidade e desequilíbrios, tem impedido a crítica de chegar a um consenso sobre em que gênero Macunaíma deve ser incluído, sendo descrito variavelmente como uma rapsódia (como fez o autor), um romance, uma alegoria, um conto, uma novela, um tema com variações (à semelhança da forma musical), uma fábula, uma sátira ou uma paródia. Já em 1929 Augusto Meyer dizia que Macunaíma não podia encaixar-se em nenhuma classificação, e seria difícil esperar que pudesse, tratando-se de uma obra composta deliberadamente para romper padrões tradicionais.
Alguns críticos importantes, como Florestan Fernandes e Haroldo de Campos, têm analisado a obra como um mosaico, mas como disse Gilda de Mello e Souza, "à medida que os estudos sobre o livro vão
se aprofundando, começa a vir à tona a segurança impecável de sua construção", estruturada através da busca do muiraquitã e do próprio diálogo intertextual. A estruturação do conteúdo guarda muitas semelhanças com mitos heróicos e fábulas de busca, que têm em comum um personagem central de nascimento misterioso e crescimento difícil, que desenvolve uma trajetória de peripécias em busca de um objeto mágico ou de uma qualidade pessoal, assume diferentes identidades ou disfarces, usa a inteligência (esperteza) ou poderes mágicos e não a força para resolver problemas difíceis ou vencer inimigos mais poderosos, e no final se sacrifica em nome de um bem maior e se transmuta em símbolo, deus ou super-homem. Já foi feita analogia com os ciclos de lendas em torno dos Argonautas e de Odisseu, as gestas épicas medievais, mas especialmente com o ciclo de Pedro Malasartes, a comparação mais frequente. Porém, é de assinalar que, diferente dos mitos heróicos clássicos, não há uma verdadeira apoteose final, porque não há um sacrifício voluntário nem altruísta, há uma fuga, uma desistência, o que está mais de acordo com as fábulas e sátiras burlescas.

### O anti-herói e a brasilidade

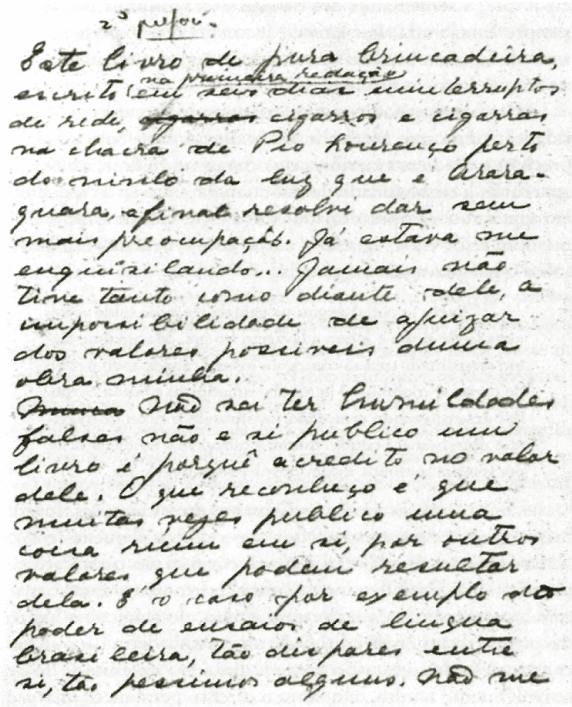
Esboço do segundo prefácio, que como o primeiro não foi publicado junto com o livro, 27 de março de 1928

Muita atenção tem sido dada à interpretação do que o protagonista e a narrativa representam, e desde a resenha publicada por Tristão de Athayde em 9 de setembro de 1928 tem sido uma voz corrente entre a crítica considerá-los uma espécie de retrato ou síntese do povo brasileiro e do Brasil, o que gerou uma imagem influente nos debates sobre a identidade nacional, muito difundida também nos meios populares. Porém, uma das principais autoridades na obra-prima andradiana, Telê Ancona Lopez, declarou que "Mário, de fato, nunca incluiu, no seu projeto, fazer do romance uma interpretação ou um signo da cultura brasileira". O próprio autor disse que pretendia captar a "entidade brasileira", e que "tive intenções por demais. Só não quero é que tomem Macunaíma e outros personagens como símbolos. É certo que não tive intenção de sintetizar o brasileiro em Macunaíma nem o estrangeiro no gigante Piaimã". Mas o tema é cheio de sutilezas e ambiguidades, está cercado de controvérsia e o próprio Mário não tinha uma visão definitiva sobre isso, dando declarações que se contradizem.
Já de início a expressão "herói sem nenhum caráter" se abre a múltiplas interpretações. Aparentemente para Mário isso estava relacionado à pouca idade da civilização brasileira, ainda em estágio formativo, sem ter dado origem a um rosto definido — por isso a ausência de "caráter", no sentido de uma identidade inequívoca e unívoca. Mas para ele essa própria juventude social seria uma das causas de uma certa fraqueza moral. Características de Macunaíma como a preguiça, a libertinagem, a ganância, o egoísmo, o imediatismo, acabaram aglutinando-se em uma imagem negativa do brasileiro, como se estivessem presentes de maneira generalizada entre a população, de modo a constituir um verdadeiro caráter coletivo. Essa ideia tem sido muito questionada e contestada como um reducionismo injusto e um estereótipo, mas o fato é que ela se tem perpetuado no imaginário e no folclore da nação, a ponto de se constituir, segundo Cláudia Carneiro Araújo, em discurso dominante.

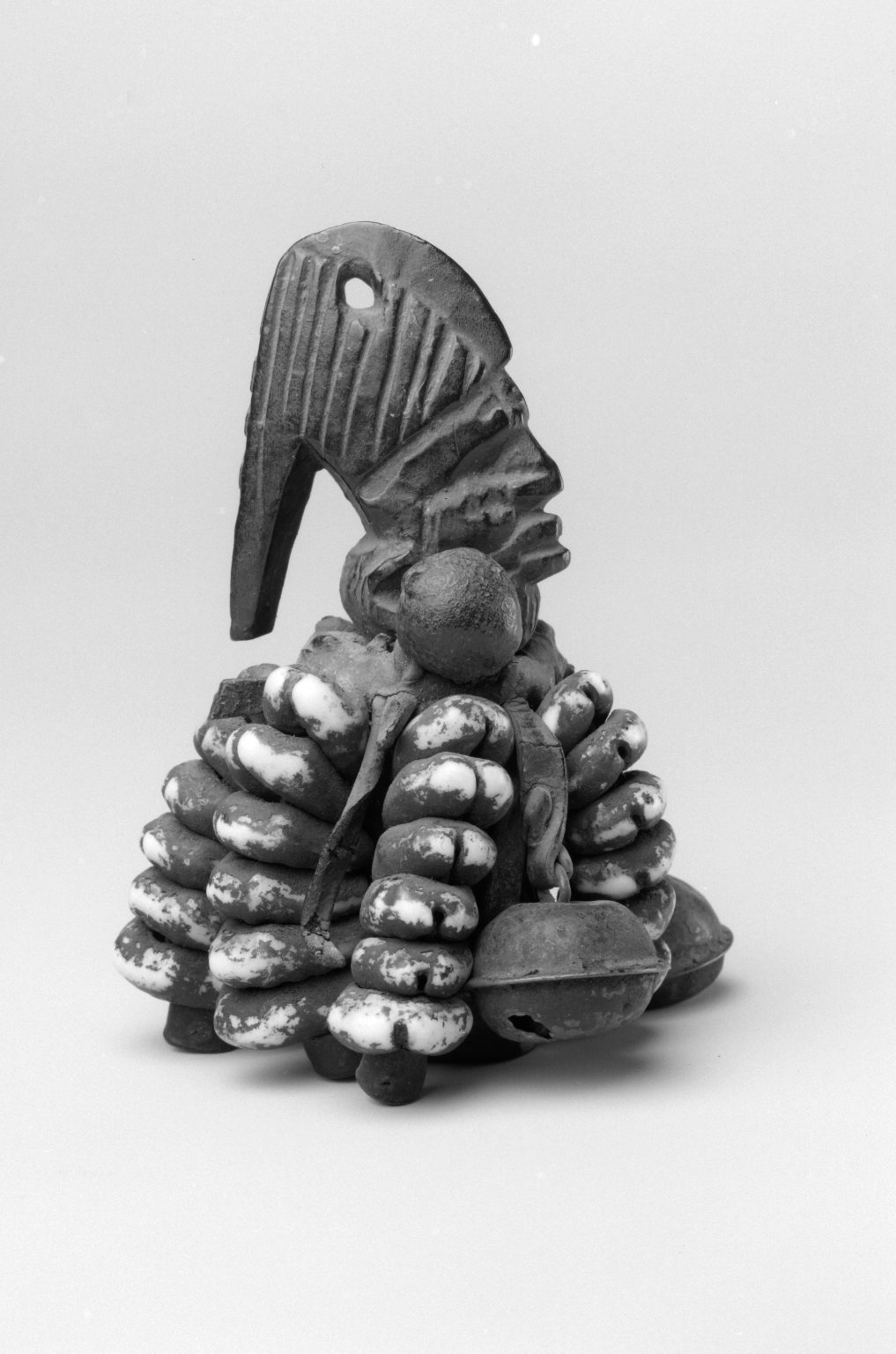
Imagem de um trickster da tradição iorubá

É significativo que no mito original Macunaíma seja um trickster, uma espécie de gênio encontrado em muitas culturas, em geral inconstante, pouco confiável, ambíguo, amoral, desinibido, fanfarrão, ao mesmo tempo semi-animal e semideus, que vence pela esperteza e pela trapaça e não pela força, que transpõe barreiras, quebra tabus, atua pelo princípio do prazer e pode ser seduzido por ofertas de presentes, mas que pode ser também um benfeitor, um mediador e um conselheiro, oferecendo saídas originais para problemas que não têm solução convencional. Para algumas escolas de psicologia, representa os primeiros estágios da individuação ou a primeira e imatura etapa na carreira do herói arquetípico. Essas características estão bem expressas no Macunaíma andradiano.
É uma antítese do herói clássico, escapa da categorização dicotômica de "bom ou mau", e por isso tem sido frequentemente descrito também como um anti-herói. Ele mente, rouba, é covarde, mas em outros momentos é veraz, generoso e corajoso, e nesse sentido é um herói moderno, que se aproxima da humanidade e se identifica com ela, e não permanece olimpicamente imune às suas contradições, ambiguidades e fraquezas. Disse o autor que "o folclore é, na verdade, muito mais humano do que a restrita ideia do Bem e por isso guarda exemplos de tudo quanto, grandeza ou misérias, move a nossa fragílima humanidade". É também um ser mutante. Nasce índio e se comporta como índio durante muito tempo, mas sua cor inicial é negra. Muda de forma e se torna "um lindo príncipe" quando quer relacionar-se sexualmente com Sofará, passa por metamorfoses a fim de seduzir Iriqui, e depois de tomar um banho mágico passa a ser permanentemente branco, louro e de olhos azuis. Mas suas transformações não cessam. Torna-se Imperador do Mato Virgem, deixa sua consciência escondida numa ilha quando parte para São Paulo, onde adota hábitos burgueses, ali morre e ressuscita, vira inseto, peixe e pato, retorna às selvas para viver de novo como índio, morre e ressuscita de novo, perde pedaços de seu corpo e os reintegra, e finalmente se transforma em constelação. Macunaíma não pode ter (um) caráter, porque tem todos, assimila muitas influências, transforma-se conforme as circunstâncias, é adaptável.
Essas mutações, a trajetória acidentada do herói, sua inconstância, também têm sido comparadas ao processo histórico de formação étnica da população brasileira e da articulação da cultura e da identidade nacional, e ao entendimento andradiano da sociedade brasileira como ainda em processo de definição, como definiu o autor: "uma figura turbulenta e sem medida, que encarna o caos psicológico de um povo em que os mais diversos elementos rácicos e culturais se reuniram, sem que estejam, por enquanto, amalgamados". A interpretação da obra e do protagonista como um "espelho da nação" parece ser melhor compreendida se adotamos uma perspectiva plural, relativa, provisória, como um processo em permanente construção, diálogo e mudança. Ângela Maria Lima Muniz sumarizou a abordagem crítica do tema:
"A leitura de Macunaíma, fortemente marcada por uma narrativa simbólica e imagética, leva constantemente a uma interpretação do personagem, o índio Macunaíma, 'herói de nossa gente', como uma síntese do povo brasileiro, ou ainda, da chamada 'identidade nacional'. Contudo, é preciso fazer uma interpretação mais atenta dessa abordagem, pois, se Macunaíma é congruência de traços característicos do povo brasileiro, estes trazidos, em especial, da leitura feita por Mário de Andrade da obra de Paulo Prado, é preciso salientar que o anti-herói é revestido de uma identidade plural. Corroborando a perspectiva de Alfredo Bosi (1987, p.7), a admissão do caráter plural de toda cultura, em especial no caso do Brasil, 'é um passo decisivo para compreendê-la como um efeito de sentido, resultado de um processo de múltiplas interações e oposições no tempo e no espaço'. É na identidade desse personagem híbrido, antropofágico, que se comprova toda a diversidade cultural brasileira".
Muitos pesquisadores também enfatizam que antes do que um "retrato" do Brasil, Macunaíma é principalmente uma tentativa de "descoberta" e "invenção" do Brasil, sem excluir a crítica da realidade e da sociedade como o autor as percebia. Mário estava engajado em um projeto politizado e nacionalista de largo escopo, ocupou posições oficiais de relevo e foi um intelectual ativo, adepto da ideia de que o artista deve ter compromissos sólidos com a sociedade, à qual deve servir construtivamente. Neste aspecto, Macunaíma está intimamente vinculado à sua época, aparecendo em um momento em que os intelectuais da vanguarda lutavam contra o ranço e o atraso da República Velha, que reproduzira muito dos costumes dos tempos da colônia e do império apenas atribuindo-lhes novos nomes.

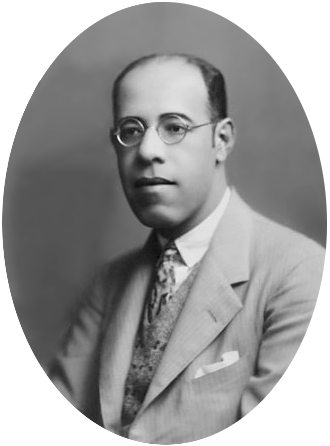
Mário de Andrade

Segundo Ramos Júnior, "ao associar a rapsódia ao 'brasileirismo de estandarte', Mário a concebe como exemplo máximo da sua proposta estética de 'arte de ação', ou 'literatura de circunstância', disposta a 'sacrificar' a 'arte pura', em favor da função socializante da arte, de utilidade prática para a vida, no caso: a de servir de suporte para o conhecimento virtual, por imagens, da realidade brasileira, interpretada segundo a perspectiva do nacionalismo crítico andradiano que, artisticamente, problematiza a mistura contraditória de arcaico e moderno verificada no Brasil naquela quadra", a fim de que o Modernismo "representasse a realidade do país 'em marcha', de modo que o dinamismo das imagens correspondesse à dinâmica da formação da identidade nacional". Na visão de Gilda de Mello e Souza, "Mário de Andrade via se projetar, como que mau grado seu, no livro que expressava a essência de sua meditação sobre o Brasil, os índices do esforço feito para entender o seu povo e o seu país. Macunaíma representava este percurso atormentado, feito de muitas dúvidas e poucas certezas", sendo "o ponto extremo de um conflito, cuja ação se projeta em dois planos simultâneos, [...] a tração da Europa e a fidelidade ao Brasil". Para Pires Júnior, é "um livro característico de épocas de transição, que não desejava a volta do passado, não atinava sobre o devir, mas sentia o peso do presente. [...] Em Macunaíma, Mário de Andrade sintetizou uma reflexão cujo resultado foi a ideia de que não havia uma identidade nacional, ou pelo menos não era conhecida, e sua prospectiva era de que ela devia ser construída e/ou conhecida. Tarefa que o autor achava necessária e em sua obra tentou dar uma contribuição útil". É sintomático que o capítulo final da obra tenha como motivo central a desilusão e a perda das raízes, e que o autor passe a falar na primeira pessoa, assumindo abertamente seu papel de intelectual engajado, a quem competia analisar a sociedade e suscitar no povo uma consciência crítica, a fim de que possa superar as dificuldades em que vive. Porém, o autor tinha consciência da magnitude insuperável da tarefa de oferecer um modelo unificado para o Brasil.
No fim Macunaíma aparece como um derrotado, e mesmo sua história de grandes façanhas já lhe parece sem sentido. Um final melancólico, mas no fundo previsível, pois, caracteristicamente, mesmo depois de adulto permanece com a cabeça de um menino: não tem persistência, não tem um projeto, vive ao sabor do acaso, precisa da aprovação externa, explica suas misérias com pensamento mágico, atribui suas culpas a outros. Talvez um pouco como a história da nação, nunca soube arquitetar sua vida com uma visão de longo prazo, agindo mais como reação a necessidades imediatas, a impulsos irracionais e incontrolados e a pressões externas do que como o resultado de um plano ponderado e previdente. Como diz o texto, "carecia de ter um sentido. E ele não tinha coragem pra uma organização". Vivera muito e muito fizera, mas "tudo o que fora a existência dele [...] afinal não fora sinão um se deixar viver".
Apesar de todos os "defeitos" do herói, é arriscado tirar qualquer lição moral do seu comportamento, e o próprio Mário alertou contra isso. Ele permanece fora da concepção de moralidade convencional. Macunaíma não podia ter um "final feliz" porque ele representa uma ordem de valores toda oposta à civilização cristã e ao culto ao trabalho, à ordem, às regras e horários fixos, à disciplina. Neste sentido, ele é um baluarte da resistência ao óbvio e ao previsível, ao purismo, à massificação, ao neocolonialismo, à homogeneização e opressão cultural e étnica e à aculturação forçada pela oficialidade.
Macunaíma é uma obra aberta, que não pretende oferecer respostas prontas e soluções fáceis, incorporando a contradição, o paradoxo, o contraste, a antítese e o despistamento como elementos integrais do discurso. E como tudo o que se refere ao seu herói, nada é muito permanente, nítido ou garantido. Como o autor disse em carta de 1927 a Manuel Bandeira, "é justo nisso que está a lógica de Macunaíma: em não ter lógica". Sendo engendrado em um período de profunda crise cultural e civilizatória, onde o antigo e o novo, o "nosso" e o "deles", travavam duro embate, o herói ficou, como o Brasil, suspenso entre dois mundos, na "neblina vasta" do presente incerto, como descreveu Mário, "na impossibilidade de nem saber o nome das incógnitas". Assim como era um personagem deslocado em sua própria tribo, violando muitos dos seus costumes e não seguindo o caminho tradicional reservado aos homens, na cidade Macunaíma permaneceria sempre uma anomalia exótica que nunca se adaptou satisfatoriamente. Quando foi buscar sua consciência de volta, depois de sair de São Paulo, não a achou, então "pegou na consciência dum hispanoamericano, botou na cabeça e se deu bem da mesma forma". Na verdade, não se deu tão bem assim. No final, solitário, lamentando tudo o que havia perdido, a indagação sobre sua própria identidade e o sentido da vida vem à tona, e ele não encontra resposta, só sabe que "não veio ao mundo para ser pedra". Protagonizando "afastamentos geográficos, abandonos e rupturas emocionais", num "ciclo de desamparos análogos à formação identitária do país", como observam Mangueira, Lopes & Costa, sua trajetória é "um mosaico representativo da identidade, híbrida e inacabada, do povo brasileiro, sintetizando as faces paradoxais e formadoras do modelo estereotipado nacional", sinalizando "a ausência de autonomia da nossa gente, que por vezes desconhece suas peculiaridades culturais e consome de forma alienada uma cultura não condizente com sua realidade". Apesar do tom muitas vezes pessimista da obra e do final ser entendido geralmente como o fracasso do herói, algumas leituras encontram aspectos positivos. Macunaíma não morre, sai do mito e para ele retorna, vira estrela, vira símbolo, e o que representa de catarse contra o utilitarismo, de aposta na diversidade, de valores vitais essenciais, de beleza e de alma nacional pode ser "desencantado", recuperado e transmitido.

### Linguagem
A história se concentra nas selvas e na cidade de São Paulo, mas em suas aventuras Macunaíma percorre todo o Brasil. Assim é com a linguagem que emprega, recolhendo expressões, ditados, quadras, frases feitas, contos, lendas e outros textos das várias regiões do país, numa abordagem universalista. Embora muitos locais sejam nomeados, a narrativa se constrói primariamente fora da geografia e também fora do tempo. Mário teve a preocupação de não enfatizar demais os traços de uma localização específica, costurando juntas falas de origens cronológicas e espaciais distantes entre si, e ainda que adaptasse o material original para encaixá-lo na narrativa, elementos importantes permanecem reconhecíveis e sua autenticidade essencial é preservada. Para Cavalcanti Proença, seu método se assemelha ao das suas fontes, delineando cada capítulo como um "conto de convergência, conforme o processo popular de juntar em uma única narrativa os motivos de vários contos, desde que exista entre eles uma analogia de motivos". Há uma excepcional abundância de provérbios e frases feitas usados em grande parte do Brasil, o que acentua o caráter coletivo e universalista da linguagem. Segundo Proença, o apagamento da localização espaço-temporal é típica da prática dos contadores de histórias, e tem efeitos na linguagem, tingindo as caracterizações de qualidades de coexistência e indefinição. Na interpretação de Mello e Souza, "neste espaço lendário e neste tempo primordial, circulam os personagens imprecisos e descaracterizados da narrativa. De certo modo, todos estão sujeitos a uma espécie de oscilação semântica que os envolve num halo de indeterminação, obrigando o leitor a confrontos frequentes e constantes reverificações de sentido".

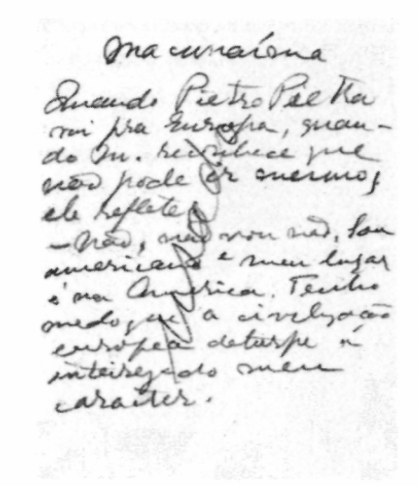
Anotação manuscrita referente ao gigante Piaimã

Além desse interesse em recuperar os folclores linguísticos, ele dialoga com a cultura erudita, recorrendo a maneiras de expressão típicas dos tempos da colônia e dos círculos cultos e colocando-as lado a lado com gírias da sua época, expressões tipicamente urbanas e neologismos que ele próprio cria. Dizia querer falar não em português, mas "em brasileiro", um brasileiro-síntese de todos os aspectos particulares da língua falada e escrita, e expressa isso no próprio texto quando põe Macunaíma a estudar "o brasileiro falado e o português escrito", enfatizando a existência no Brasil de uma grande distância entre as duas formas (diglossia).
A compilação que fez é de grande riqueza e variedade, quase enciclopédica, e sem dúvida fortemente experimentalista, "antropofágica", no sentido de que absorve todas as fontes linguísticas e estilísticas. O autor já tinha feito experimentos neste sentido em poemas, na Gramatiquinha, um projeto de sistematização da "língua brasileira" que acabou não se concretizando, e sobretudo no livro Amar, Verbo Intransitivo, onde falares de todo o Brasil já se encontram misturados. A reprodução de parte da perseguição da velha Ceiuci ilustra a anulação da geografia e do tempo e a profusão de referenciais condensados em um breve trecho:
Na esquina estavam dois cavalos, um castanho-escuro e outro cardão-pedrez. "Cavalo cardão-pedrez pra carreira Deus o fez" Macunaíma murmurou. Pulou nesse e abriu na galopada. Caminhou caminhou caminhou e já perto de Manaus ia correndo quando o cavalo deu uma topada que arrancou chão. No fundo do buraco Macunaíma enxergou uma coisa relumeando. Cavou depressa e descobriu o resto do deus Marte, escultura grega achada naquelas paragens inda na Monarquia e primeiro-de-abril passado no Araripe de Alencar pelo jornal chamado Comércio do Amazonas. Estava contemplando aquele torso macanudo quando escutou "Baúa! Baúa!". Era a velha Ceiuci chegando. Macunaíma esporeou o cardão-pedrez e depois de perto de Mendoza na Argentina quasi dar um esbarrão num galé que também vinha fugindo da Guiana Francesa, chegou num lugar onde uns padres estavam melando. Gritou:
— Me escondam, padres!
Nem bem os padres esconderam Macunaíma num pote vazio que a caapora chegou montada no tapir.
— Não viram meu neto passar por aqui no seu cavalinho comendo capim?
— Já passou.
Então a velha apeou do tapir e montou num cavalo gazeo-sarará que nunca prestou nem prestará e seguiu. Quando ela virou a serra do Paranacoara os padres tiraram o herói do pote, deram pra ele um cavalo melado-caxito que tanto é bom como é bonito e mandaram ele embora. Macunaíma agradeceu e galopou. [...] Afinal topou com a biboca dum surucucu que tinha parte com o canhoto.
— Me esconde, surucucu!
O surucucu nem bem escondeu o herói no buraco da latrininha, a velha Ceiuci chegou.
— Não viram meu neto passar por aqui no seu cavalinho comendo capim?
— Já passou.
A gulosa apeou do gazeo-sarará que nunca prestou nem prestará e montou num cavalo bebe-em-branco que é cavalo manco e seguiu.
Então Macunaíma escutou surucucu tratando com a companheira pra fazerem um moquém do herói. Pulou do buraco do quartinho e jogou no terreiro o anel com brilhantão que dera de presente pro dedo Mindinho. O brilhantão virou em quatro contos de carros de milho, adubo Polisu e uma fordeca de segunda mão. Enquanto o surucucu olhava pra aquilo tudo satisfeito, Macunaíma pro melado-caxito descansar, amontou num bagual cardão-rodado que nunca pode estar parado e galopeou através de varjões e varjotas. Varou num átimo o mar de areia do chapadão dos Parecis e por derrames e dependurados entrou na caatinga e assustou as galinhas com pintos de ouro do Camutengo perto de Natal. Légua e meia adiante abandonando a margem do São Francisco emporcalhada com a enchente-da-páscoa, entrou por uma brecha aberta no morro alto. Ia seguindo quando escutou um "psiu" de cunhã. Parou morto de medo. Então saiu do meio da catinga-de-porco uma dona alta e feiosa com trança até o pé. E a dona perguntou cochichando pro herói:
— Já se foram?
— Se foram, quem!
— Os Holandeses!
— Você está caducando, quê Holandês esse! Não tem Holandês nenhum, dona!
Era Maria Pereira cunhã portuga amufumbada naquela brecha de morro desde a guerra com os Holandeses. Macunaíma não sabia bem mais em que parte de Brasil estava e lembrou de perguntar.
— Me diga uma coisa, filho de gambá é raposa, como chama este lugar?
A cunhã secundou emproada:
— Aqui é o Buraco de Maria Pereira. Macunaíma soltou uma grande gargalhada e escafedeu enquanto a mulher amoitava outra vez. O herói seguiu de carreira e enfim passou pra outra banda do rio Chuí. Foi lá que topou com o tuiuiú pescando.
— Primo Tuiuiú, você me leva pra casa?
— Pois não!
Logo o tuiuiú se transformou na máquina aeroplano, Macunaíma escanchou no aturiá vazio e ergueram voo. Voaram sobre o chapadão mineiro de Urucuia, fizeram o circuito de Itapecerica e bateram pro Nordeste. Passando pelas dunas de Mossoró, Macunaíma olhou pra baixo e enxergou Bartolomeu Lourenço de Gusmão, batina arregaçada, pelejando pra caminhar no areão. Gritou pra ele:
— Venha aqui com a gente, ilustre! Porém o padre gritou com um gesto imenso:
— Basta!
Depois que pulando a serra do Tombador no Mato Grosso deixaram pra esquerda as cochilhas de Sant'Ana do Livramento, o tuiuiu-aeroplano e Macunaíma subiram até o Telhado do Mundo, mataram a sede nas águas novas do Vilcanota e na última etapa voando sobre Amargosa na Bahia, sobre o Gurupá e sobre o Gurupi com sua cidade encantada, enfim toparam de novo com o mocambo ilustre do igarapé Tietê. Daí a pouquinho estavam na porta da pensão.
Recusando a tradição parnasiana, romântica, realista e acadêmica das gerações anteriores, o discurso polido, rebuscado e cheio de artifícios, as longas descrições e embelezamentos retóricos, o experimentalismo e a busca do novo eram interesses centrais para os literatos modernistas, procurando uma expressão mais próxima do falar espontâneo ou coloquial. Isto se revela na quebra frequente das regras convencionais de conjugação, concordância, regência, sintaxe e até de pontuação; na ressignificação de vocábulos, conceitos e objetos do cotidiano; no uso abundante da ironia e da paródia de estilos consagrados; nas quebras da continuidade espacial e temporal, e na economia descritiva.
O resultado vai muito além da esfera do popular e do espontâneo, sendo uma obra de erudição e uma criação deliberadamente dirigida para propósitos definidos, que tem fascinado a crítica pela sua complexidade, versatilidade, vigor e opulência verbal. Haroldo de Campos salientou que "uma das riquezas de Macunaíma é justamente essa 'fala nova' ('impura' segundo os padrões castiços de Portugal), feita de um amálgama de todos os regionalismos, mescla dos modos de dizer dos mais diferentes rincões do país, com incrustações de indigenismos e africanismos, atravessada por ritmos repetitivos de poesia popular e desdobrada em efeitos de sátira pela paródia estilística". Para Mário Chamie a polivalência do texto "se assenta num primeiro e fundamental diálogo, do qual todos os outros derivam. Esse diálogo é o que se faz entre o autor e o(s) texto(s)", e ao escrever escrever a sua fábula impôs "sobre a unívoca heterogeneidade de todos os contos populares aproveitados, a ambígua homogeneidade de sua escrita. Mário de Andrade produziu, assim, uma fábula que afirma e nega ao mesmo tempo, e que, por isso, se abre a outros níveis de diálogo, como o do leitor com o texto e o do texto com o contexto. Isso, numa total e livre confluência em que tudo é análogo, descontínuo e passível de uma fecunda alteridade".
Estava consciente da radicalidade da sua experiência e não esperava que suas inovações e rupturas fizessem grande escola, mas causaram uma funda impressão em outros escritores de relevo, como Guimarães Rosa e Manoel de Barros. O projeto dos modernistas e o dele não era apenas cultural, mas também político e social, e estava ligado à preocupação de, através da valorização da fala popular, valorizar as próprias classes populares, cronicamente marginalizadas e oprimidas. A própria maneira como articula seu discurso é uma forma de contestação da tradição erudita típica das elites.
O capítulo "Carta pras icamiabas" destaca-se do conjunto e tem sido muito estudado. Escrito em um estilo grandiloquente e pseudo-erudito, dirige-se às suas súditas usando o plural majestático em sua qualidade de imperador, satirizando o beletrismo acadêmico. Acentua a comicidade e o caráter de farsa tanto do conteúdo como do estilo a introdução deliberada de erros de ortografia e concordância, estrangeirismos e termos do uso coloquial, e o fato de que a linguagem pomposa e pedante é usada para dissimular o propósito central da carta, que é pedir dinheiro para poder regalar-se com prostitutas de luxo. Vale reproduzir o trecho inicial como ilustração do estilo :
Às mui queridas súbditas nossas, Senhoras Amazonas. [...]
Não pouco vos surpreenderá, por certo, o endereço e a literatura dessa missiva. Cumpre-nos, entretanto, iniciar estas linhas de saudade e muito amor, com desagradável nova. É bem verdade que na boa cidade de São Paulo — a maior do universo, no dizer de seus prolixos habitantes — não sois conhecidas por 'icamiabas', voz espúria, sinão que pelo apelativo de Amazonas; e de vós, se afirma, cavalgardes ginetes belígeros e virdes da Hélade clássica; e assim sois chamadas. Muito nos pesou a nós, Imperator vosso, tais dislates da erudição, porém heis de convir conosco que, assim, ficais mais heróicas e mais conspícuas, tocadas por essa pátina respeitável da tradição e da pureza antiga.
Mas não se resume ao aspecto humorístico e tem ressonâncias mais densas e polêmicas, criticando através da linguagem e do uso mesquinho da erudição todo o processo colonizador e imperialista, onde o falso moralismo e exploração sexual nunca estiveram ausentes. Macunaíma, aliás, tornou-se "imperador" através do estupro de Ci, a Mãe do Mato. Segundo Enio Passiani, "Macunaíma se apropria da linguagem do colonizador para a ele se igualar e se impor diante de suas súditas; todavia, a língua mal aprendida apenas trai sua origem mestiça. Uma perspectiva assim realça a postura crítica do autor, que por meio de seu anti-herói coloca sob suspeita a cultura livresca e elitista". Para Jerónimo Pizarro, "a paródia do poder, de seus protagonistas, motivações e princípios, é a chave para compreender a 'Carta pras icamiabas', que imita um discurso de poder e deixa trasluzir seu caráter imitativo. [...] Esse monarca de maneira ambígua representa os restos de um colonialismo decadente". Donaldo Schüler complementa este enfoque dizendo que sua apropriação muito imperfeita da linguagem do colonizador revela a falta de consciência crítica do colonizador, que ao louvar a cidade de São Paulo como uma capital maravilhosa e sem defeitos, um modelo de civilização ideal, apresentando a si mesmo como um reformador esclarecido, "sequestra o que resta da cultura autóctone". Conclui afirmando que "a linguagem dos descobridores mantém sobre o Brasil um domínio mais permanente do que político. Mário de Andrade empenha-se na libertação do mundo sequestrado. O texto que aprisiona deve ser desarticulado para que o outro se possa manifestar. Enfatizou-se a síntese dos falares brasileiros operada por Mário de Andrade. Igualmente importante é a destruição do texto que obsta o desenvolvimento das vozes subjugadas".

### Sexualidade
A temática sexual é onipresente na narrativa. Desde a infância do herói, uma das suas principais atividades e interesses é o sexo, e já no terceiro parágrafo do texto isso já se declara: "No mucambo si alguma cunhatã se aproximava dele pra fazer festinha, Macunaíma punha a mão nas graças dela, cunhatã se afastava. Nos machos guspia na cara", e pouco depois ocorre sua efetiva iniciação, quando no meio da mata se transforma em "príncipe lindo" para se relacionar com Sofará, mulher de Jiguê. Todas as outras mulheres do irmão são seduzidas por ele. No decorrer de suas aventuras, a atividade sexual se repete inúmeras vezes, não raro de maneira violenta; quando está em São Paulo recorre a prostitutas, cujas artes descreve longamente na "Carta pras icamiabas" desejando introduzi-las nos costumes da tribo; engaja-se em sexo grupal, e chega a erotizar a Máquina, cuja conquista o tornaria também imperador dos homens brancos. Segundo Tatiana Sena, há ainda alusões a uma homossexualidade latente quando se traveste de francesa para enganar Piamiã e roubar-lhe o muiraquitã e na abundância de imagens fálicas na obra.
Porém, numa perspectiva psicológica, sua sexualidade é imatura, porque é explosiva, descontrolada, não conhece a noção de fidelidade, está ligada à dominação e a maioria das mulheres com quem se relaciona são prostitutas anônimas e despersonalizadas, o que está de acordo com outras características infantis do herói, que é egoísta, narcisista e age principalmente através do princípio do prazer e não da reflexão. Ao longo do texto seu amadurecimento é irregular e incompleto, mas apesar de tudo ele mantém uma ligação permanente com o seu "verdadeiro" amor, Ci, a Mãe do Mato, a quem nunca esqueceu e com quem havia sido feliz, e que se reflete na sua busca pelo muiraquitã, lembrança preciosa da amada. Quando ele perde o amuleto pela segunda vez, agora irremediavelmente, seu impulso vital também desaparece. Ao mesmo tempo, enquanto muitas figuras femininas são apenas passivos objetos sexuais, outras, especialmente Ci, e de certas formas Sofará e Iriqui, são figuras fortes, independentes, e afirmam seus desejos sem vergonha, e neste sentido podem ser vistas como retratos de mulheres modernas, sendo também importantes para que o herói obtenha conhecimentos e poder.

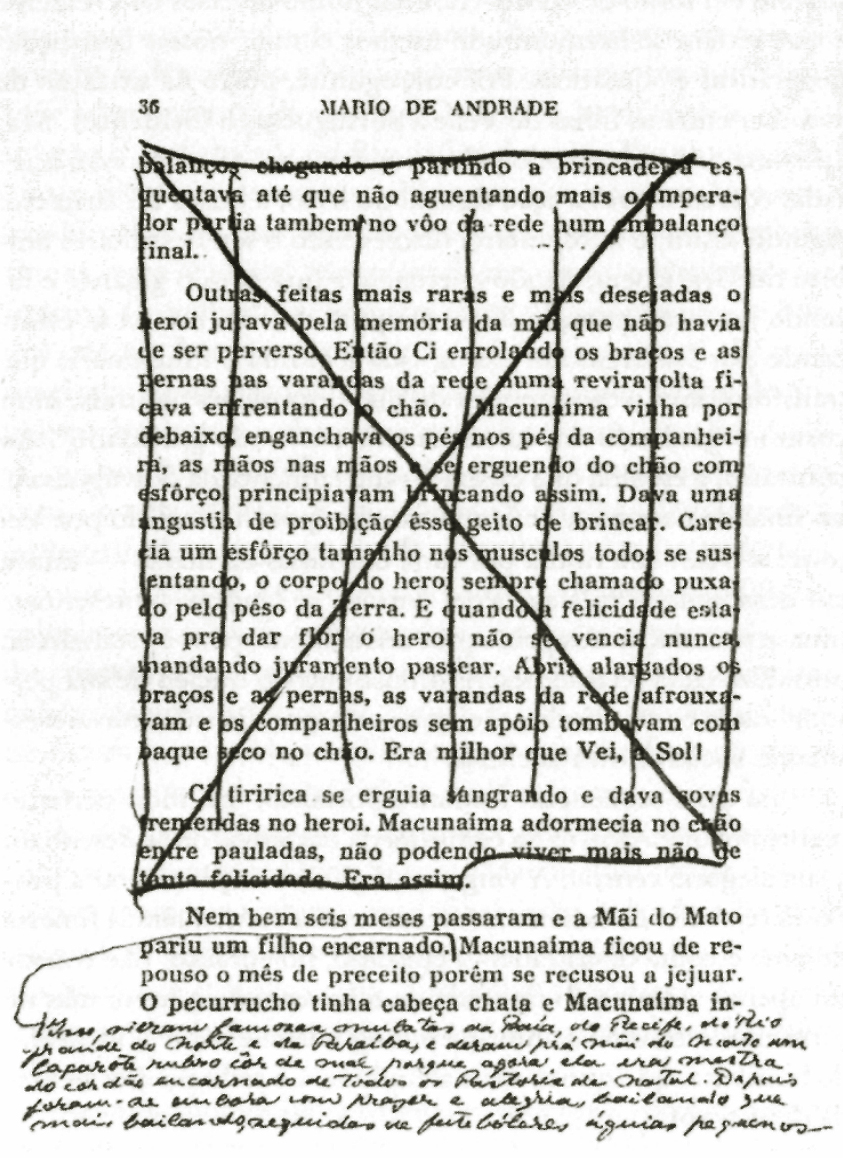
Correções de Mário de Andrade em exemplar da primeira edição de Macunaíma, preparando para a segunda edição. Removeu um trecho em que narra uma relação sexual entre o herói e Ci, a Mãe do Mato

Por outro lado, é preciso observar que Macunaíma não é uma pessoa comum. É um ser mítico, heróico, vive fora do tempo, tem força sobre-humana e poderes mágicos, e sua sexualidade não deve ser analisada literalmente. Segundo Manuel Cavalcanti Proença, um dos seus principais estudiosos, "Macunaíma não é imoral nem amoral. [...] É um livro quase sempre mal julgado. Nada mais injusto e ingrato mesmo, que atacar a imoralidade de Macunaíma. [...] Em Macunaíma não há esse propósito de excitar o leitor. As coisas acontecem porque devem acontecer. Sumariamente. Não é motivo que diminua um livro, pois isso importaria na condenação de Gargântua, do Velho Testamento, de As Mil e Uma Noites, e de um número enorme de livros religiosos. [...] O que existe em Macunaíma é uma sátira à imoralidade, [...] tanto é assim que Mário carrega nas tintas, exagera pelo ridículo". O autor fez estudos em psicologia entre suas pesquisas preparatórias, e considerava que a "imoralidade" do livro não era mais do que um reflexo de um traço comum no brasileiro, e neste contexto a "libertinagem" de Macunaíma é mais como um impulso vital geral, o Eros ou a libido. Por outro viés, também pode ser uma metáfora do rompimento com a moral burguesa de sua época. Na análise de Tatiana Sena, "estava em causa a normalização da família burguesa no Brasil como padrão de conduta. A instituição do casamento funcionava como uma norma social, na qual a sexualidade seria circunscrita, higienizada e disciplinada, produzindo uma regulamentação da vida, pela inscrição da heteronormatividade e da conjugalidade monogâmica", sendo o governo "responsável pela reconfiguração moderna das identidades sociais generificadas". Além disso, o governo buscou controlar comportamentos considerados aberrantes ou imorais como a homossexualidade e a prostituição através de legislação, enquanto que na década de 1920 a prática homossexual "era objeto de discursos médico-policiais, que sugeriram uma psiquiatrização punitiva da conduta, considerada anômala".
Mário preocupava-se com o impacto que o tema sexual disseminado no livro poderia causar no público, e chegou a retirar algumas passagens para a segunda edição, escrevendo em um período, como foi notado, ainda carregado de fortes preconceitos e repressão a comportamentos considerados imorais ou aberrantes. Este aspecto foi, de fato, um dos mais criticados quando a obra finalmente veio à luz, mas fazia parte da proposta modernista valorizar a cultura popular, onde o tema é frequente e é tratado de maneira desinibida, até jocosa, como se percebe em ditados, canções, xingamentos, piadas, expressões idiomáticas, literatura de cordel e outras fontes, ao contrário do que ocorria na cultura erudita, onde em geral era considerado vergonhoso, no máximo apresentado de maneira idealista e purificada, seguindo a tradição clássica, ou transmutado como uma sublimação religiosa. Desta forma, Macunaíma contribuiu para abrir todo um novo campo de expressão literária no Brasil. Apesar dos cortes que fez para a segunda edição, pouco se perdeu, e o autor tinha plena consciência de que se mais tirasse falsearia o caráter do personagem central e as fontes que utilizara: "Seria preconcebido hipocritamente por demais se eu podasse do livro o que é de abundância das nossas lendas indígenas (Barbosa Rodrigues, Capistrano de Abreu, Koch-Grünberg) e desse pro meu herói amores católicos e discreções sociais que não seriam dele". O tema ainda é muito estudado nos trabalhos mais recentes, mas com conclusões polêmicas, que alternam entre a condenação de uma alegada imagem estereotipada do brasileiro como um povo hipersexualizado e o elogio de Macunaíma como uma defesa da liberdade e diversidade sexual.
Enquanto viveu, e mesmo depois, Mário de Andrade foi objeto de muitos rumores mais ou menos velados alegando que era homossexual. Seu caso sempre foi abafado pela família, mas com a recente revelação de correspondência que permanecera secreta, os rumores parecem ter sido plenamente confirmados. Essa revelação gerou sensação no ambiente cultural brasileiro, sendo muito noticiada, e embora as relações da vida privada do autor com sua obra já tivessem sido estudadas antes, prevê-se que repercuta de maneira mais intensa na análise crítica futura do erotismo e da sexualidade em Macunaíma.

### Religião, mito e magia
Outros temas recorrentes na obra, essenciais para a criação de sua atmosfera e ambientação, e que estruturam muitas das situações, são a religião, mito e magia. Apesar do seu relevo em toda a narrativa, é aspecto ainda relativamente pouco estudado em profundidade. Assim como fez com todo o seu material, Mário cria uma grande colcha de retalhos com elementos de procedências diversas — mitos e ritos indígenas, lendas folclóricas, tradições católicas e africanas, e outras fontes. Toda a narrativa transcorre num mundo concreto que depende fundamentalmente da interação com o mundo transcendente. Seres sobrenaturais são onipresentes no texto, são dotados de poderes diversos, e agem às vezes em benefício e às vezes em detrimento do herói, que também é dotado de poderes mágicos. Seu irmão Maanape é um pajé, animais falam como humanos e são capazes de operar prodígios, o herói morre e ressuscita mais de uma vez. Elementos do mundo são explicados através de mitos, tradições e crenças, que para o protagonista são explicações verdadeiras e factuais. A Lua é a cabeça da boiúna Capei. Os automóveis foram onças. As pedras têm poder. As estrelas foram animais ou gentes. Do corpo de seu filho nasce o guaraná, e das lágrimas do herói nasce o miosótis. Há uma constante transmutação de seres em outros seres e gerações sobrenaturais, e todo um capítulo do livro é dedicado a descrever uma cerimônia de macumba. São ilustrativos da onipresença do sobrenatural os trechos onde Maanape ressuscita pela primeira vez o irmão morto pelo gigante Piaimã, e em seguida a explicação que ele dá para a origem das garruchas:
O herói picado em vinte vezes trinta torresminhos bubuiava na polenta fervendo. Maanape catou os pedacinhos e os ossos e estendeu tudo no cimento pra refrescar. Quando esfriaram a sarara [formiga] Cambgique derramou por cima o sangue sugado. Então Maanape embrulhou todos os pedacinhos sangrando em folhas de bananeira, jogou o embrulho num sapiquá e tocou pra pensão. Lá chegado botou o cesto de pé assoprou fumo nele e Macunaíma veio saindo meio pamonha ainda, muito desmerecido, do meio das folhas. Maanape deu guaraná pro mano e ele ficou taludo outra vez".
[...]
No outro dia Macunaíma acordou com escarlatina e levou todo o tempo da febre imaginando que carecia da máquina garrucha pra matar Venceslau Pietro Pietra. Nem bem sarou foi na casa dos Ingleses pedir uma smith-wêsson. Os Ingleses falaram:
— As garruchas inda estão muito verdolengas porém vamos a ver si tem alguma têmpora.
Então foram em baixo da árvore garrucheira. Os Ingleses falaram:
— Você fica esperando aqui. Se despencar alguma garrucha então pegue. Mas não deixa ela cair no chão não!
— Feito.
Os Ingleses sacudiram sacudiram a árvore e caiu uma garrucha têmpora. Os Ingleses falaram:
— Essa está boa.
Macunaíma agradeceu e foi-se embora.

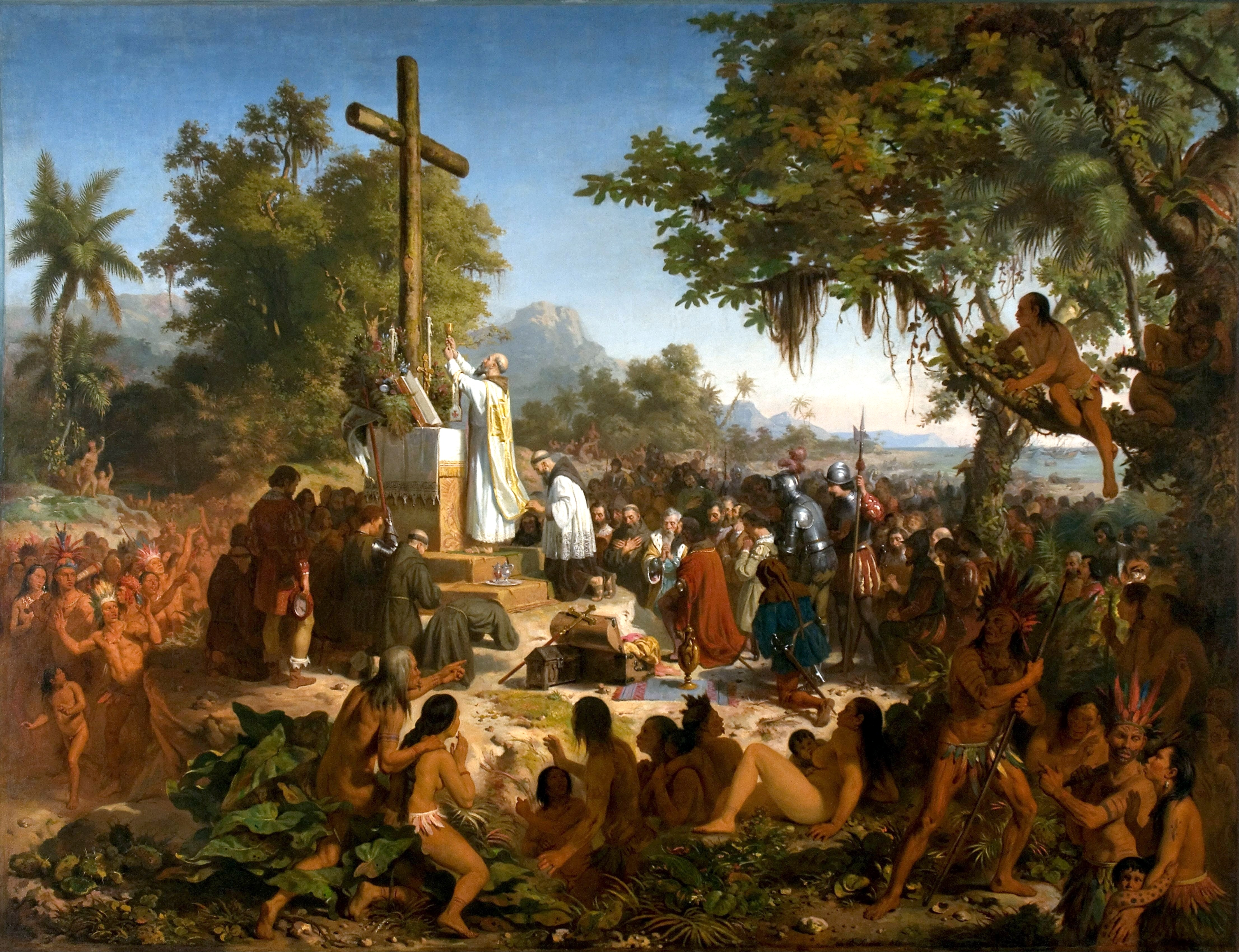
Primeira Missa no Brasil, de Victor Meirelles

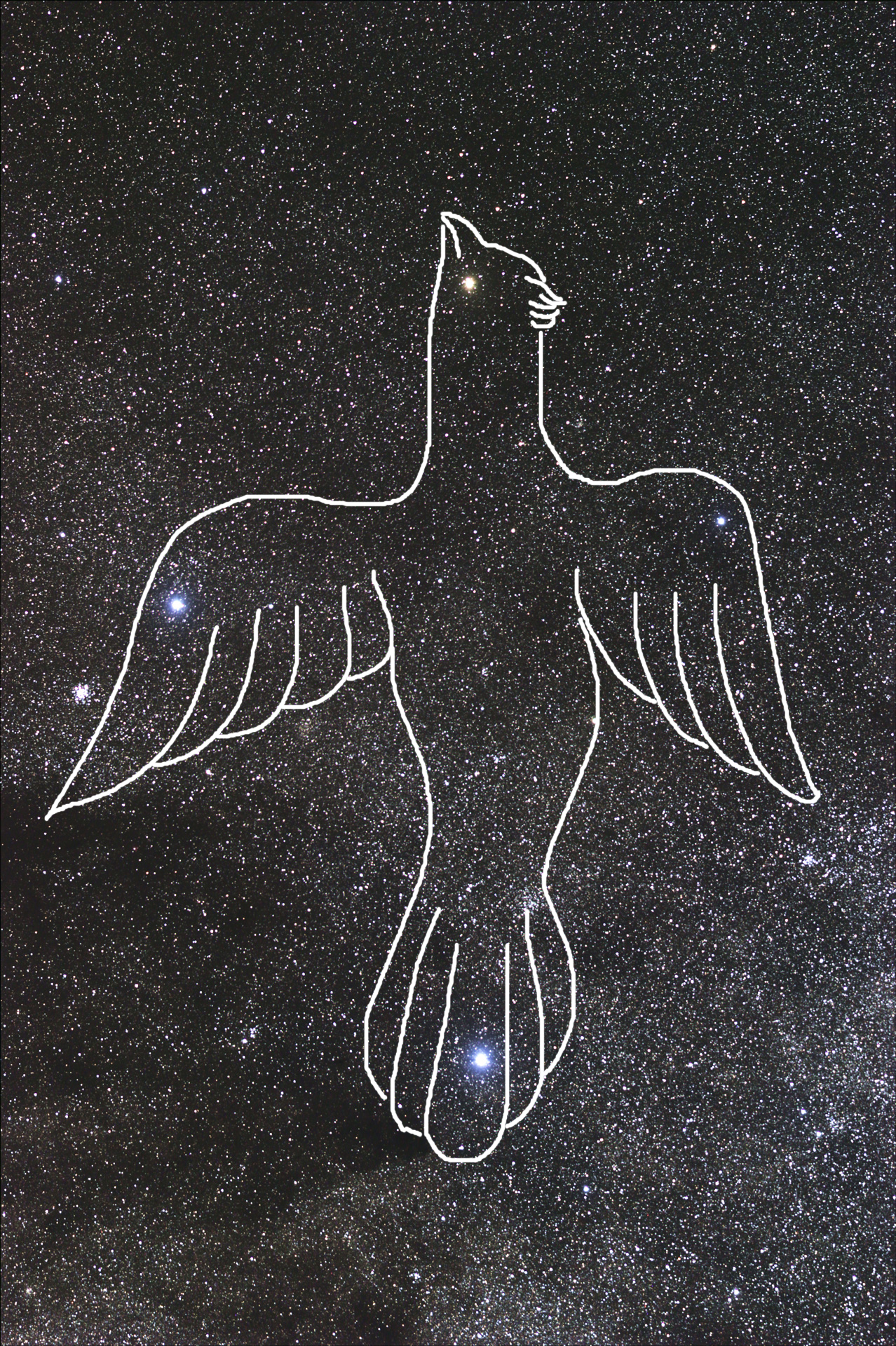
O Cruzeiro do Sul na visão de Macunaíma é Pauí-Pódole, o Pai do Mutum

A religião, em suas várias denominações, é um elemento central na sociedade brasileira desde as suas origens pré-históricas, a tomada de posse do território pelos portugueses foi marcada pela ereção de uma cruz e a celebração de uma missa, e as diferentes crenças vêm desempenhando historicamente um papel fundamental no desenho do rosto da nação ao estabelecer hierarquias de valores e influindo nas escolhas, nas esperanças, nos medos, nos costumes, na política, em todo o modo de entender o mundo e com ele interagir. Uma das principais referências filosóficas do autor, o pensamento de Keyserling, enfatiza a necessidade de dar um sentido à vida e à civilização por meio do espiritual, e essa abordagem é expressa de múltiplas formas na narrativa. É significativo, por exemplo, o trecho em que Macunaíma, num feriado, o Dia do Cruzeiro, encontra uma massa de povo reunida num parque ouvindo um discurso erudito sobre a constelação do Cruzeiro do Sul e sua simbologia cívica. Macunaíma sobe numa estátua, toma a palavra, desmente o orador, e descreve a origem mítica das estrelas, que para ele são Pauí-Pódole, o Pai do Mutum. Sua fala, dando um novo sentido à natureza, comove a multidão, que se retira "feliz no coração cheio de explicações e cheio das estrelas vivas. Ninguém não se amolava mais nem com dia do Cruzeiro nem com as máquinas repuxos misturadas com a máquina luz elétrica. [...] Macunaíma parado em riba da estátua ficara sozinho ali. Também estava comovido. Olhou pra altura. Que Cruzeiro nada! Era Pauí-Pódole se percebia bem daqui... E Pauí-Pódole estava rindo pra ele, agradecendo".
O herói e sua história podem ser entendidos também como uma espécie de mito fundador do Brasil, no sentido de que neles se condensa uma explicação ou uma metáfora para a realidade e a identidade nacional. Durante a escrita de Macunaíma Mário de Andrade fez uma viagem pela Amazônia e Nordeste do Brasil, e no diário que manteve são frequentes as declarações a respeito do caráter sublime da natureza selvagem, mas enfatizava a incapacidade das palavras transmitirem adequadamente a essência da experiência. No meio da viagem sonhou com uma cidade encantada, Itacoatiara, plena de beleza e amor, que segundo Daniel Faria parece ser uma projeção dos anseios estéticos do sonhador por uma civilização sem conflitos políticos e limitações mundanas. Em Macunaíma é permanente o conflito entre cidade e natureza, e para Mário uma reaproximação com a natureza poderia ser a redenção da civilização, dando-lhe o sentido superior que ele via carecer na modernidade e que só encontrava na cultura, conceito entendido como a expressão do espontâneo e do vital e como oposto à civilização. É muito claro no livro como após o contato com a civilização o mundo mítico de Macunaíma é destruído, e o que ele encontra doravante é doenças, infortúnios e desolação, e até o poder do muiraquitã, depois de pertencer ao gigante Piaimã — que levava uma vida de burguês rico e urbanizado mas era devorador de gente — parece desvirtuado, incapaz de protegê-lo da derrocada final, uma analogia contundente com o impacto da colonização civilizadora sobre o território e sobre a vida, as crenças e as visões de mundo dos povos nativos e outros grupos marginalizados e arrasados pelo progresso.
Muitos foram os protestos de representantes do Catolicismo, durante muito tempo a religião oficial do Brasil, a respeito dos grandes desvios da ortodoxia perpetrados tanto pelo clero como pela população, que nunca puderam manter-se fiéis à pureza da doutrina e a mesclavam com crenças indígenas, negras e judaicas, a folclores europeus, em uma mistura caótica que facilmente se convertia em heresia, superstição e feitiçaria. Como descreve Luiz Mott, "malgrado a preocupação da Inquisição e da própria legislação real, proibindo a prática de feitiçarias e superstições, no Brasil antigo, em toda rua, povoado, bairro rural ou freguesia, lá estavam as rezadeiras, benzedeiras e adivinhos prestando tão valorizados serviços à vizinhança". Macunaíma foi escrito num período em que o Catolicismo tentava recuperar o espaço perdido desde o desgaste sofrido na Questão Religiosa e na laicização do Estado após a proclamação da república empenhava-se numa dura crítica ao Marxismo, à Maçonaria e ao Positivismo, e aproximava-se novamente da oficialidade. Mário professava a fé católica, mas não de maneira convencional, não concordava com o dogmatismo nem com as cruzadas religiosas de sua época, e com o tempo se tornou mais cético e crítico do atrelamento da experiência do divino à formalidade das religiões institucionalizadas. Em carta a Alceu Amoroso Lima disse: "Eu quero bater a uma porta mas essa porta não pode se abrir porque os que estão lá dentro não podem interromper o Te Deum".
No livro é reproduzido todo esse contexto religioso nacional, multifacetado, sincrético e heterodoxo. Para Macunaíma o sagrado é uma realidade tão inquestionável que sequer o questionamento é concebível, ele vive dentro do sagrado, mas debocha de deuses e gênios da natureza, os engana e humilha, embora noutras vezes se mostre respeitoso e adulador. No início "frequentava com aplicação a murua a poracê o torê o bacorocô a cucuicogue, todas essas danças religiosas da tribo", mas ao longo da narrativa incorpora elementos de muitas outras crenças. Sua iniciação no Cristianismo é simbolizada pelo banho na poça que se formara na "marca do pezão do Sumé, do tempo em que andava pregando o evangelho de Jesus pra indiada brasileira", saindo "branco louro e de olhos azuizinhos, água lavara o pretume dele"; na cidade ele vira um filho-de-santo dos credos africanos, e enfim, de novo na selva, todas as suas certezas se dissolvem. A mesma impressão sobre o caráter misto, complacente e irregular da religiosidade brasileira era compartilhada por vários outros intelectuais da época, mas alguns campeões do Catolicismo, como o próprio Alceu Amoroso Lima e Jorge de Lima, condenaram o que viram na obra como uma defesa de um sincretismo bárbaro e da falta de verdadeiros princípios religiosos no herói. Em outros trabalhos Mário de Andrade deu atenção ao assunto, e segundo José Luiz Passos, em Macunaíma isso é também um reflexo da busca por mitos que foi comum na geração modernista: "A universalidade do mito, garantida por uma modalidade de identidade metafórica, garante às formas da cultura popular o substrato que o autor de Macunaíma estava procurando. Assim, a atividade de Mário de Andrade [...] tem raízes plantadas na intuição de que este sentimento religioso de pertencimento, presente nas manifestações da religiosidade popular, pode e deve ser usado pelo poeta como uma fórmula para suas pesquisas e revelações".
No plano estético, religião, mito e magia em Macunaíma e o papel que desempenham na história estão associados ao gênero narrativo, sendo, como já foi mencionado, uma obra comparável aos mitos e fábulas e às gestas épicas e fantásticas da Idade Média, mas têm paralelos também com a abordagem contemporânea da literatura fantástica, do Realismo Mágico e do Surrealismo no que diz respeito à verossimilhança da representação, abandonando a descrição baseada na mímese do concreto para dar amplo espaço ao onírico, ao subjetivo, ao maravilhoso, ao que foge à razão, ao primitivo. Essas correntes literárias exploram a perspectiva de coexistência de dimensões e universos diferentes, e apresentam visões alternativas da realidade, expressando um desejo de relativizar a experiência, penetrando no subconsciente, no metafísico, no invisível e no sagrado.

## Fortuna crítica

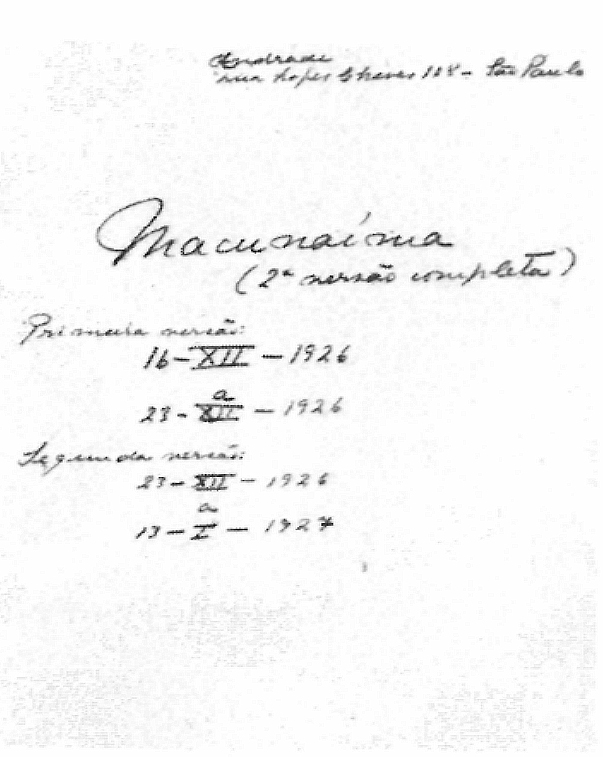
Página inicial do manuscrito de 1927 de Macunaíma

Quando surgiu em 1928, Macunaíma desencadeou uma reação bastante significativa na crítica, recebendo mais de vinte resenhas e análises nos dois anos seguintes, algumas publicadas em jornais de grande circulação. Intelectuais alinhados ao Modernismo teceram-lhe grandes elogios, mas boa parte desses textos inaugurais rejeitaram vários aspectos da obra, e alguns a rejeitaram totalmente, sequer reconhecendo seu caráter artístico, o que não divergiu da dificuldade de assimilação das novidades do Modernismo em geral. Condenava-se principalmente o que se considerou uma estrutura anárquica, a indefinição do seu gênero literário, o artificialismo, o excesso de liberdade, os abusos contra a língua culta, uma falsa representação do brasileiro e da história nacional, uma mistura injustificada de caracteres regionais díspares, a imoralidade. A primeira edição teve uma tiragem de apenas 800 exemplares, e passariam quase dez anos antes de aparecer a segunda em 1937, com mil exemplares. A terceira só apareceu em 1944, com 3 mil exemplares. Com edições pequenas, era uma obra relativamente rara, e com uma divulgação muito fraca, um alto índice de analfabetismo no Brasil no início do século XX e a ausência de um apoio editorial sólido para os autores modernistas, por muito tempo poucas pessoas chegaram a conhecê-la.
Na década de 1930 apareceram outras defesas, como o artigo de Brito Broca e especialmente o de Nunes Pereira, que enalteceu sua riqueza linguística e o comparou ao Peer Gynt de Henrik Ibsen, mas a polêmica continuava mais ou menos nos moldes iniciais e o próprio autor, ainda que o estimasse desde o início como sua melhor produção, no fim da década o considerava um fracasso, em vista da pobre e muitas vezes negativa acolhida que teve. Em 1945 Joaquim Cardozo atestava que ainda era texto pouco assimilável, mas previa que "quando a leitura deste livro se tornar mais fácil, isto é, quando se conseguir vencer inteiramente a inércia dos preconceitos falsamente acadêmicos e se der ao estudante maior liberdade de orientação, nesse dia, Macunaíma será um livro para a gente moça e na consciência dessa gente moça ficará sempre presente e querido".
A situação começou a mudar em 1956, quando Manuel Cavalcanti Proença publicou uma substanciosa análise, Roteiro de Macunaíma, traçando a gênese do trabalho a partir de documentos originais e suas relações com outros textos centrais da história da literatura brasileira e com a tradição popular, fazendo um estudo sobre a linguagem, localizando suas fontes e resumindo cada capítulo com comentários, além de oferecer um glossário dos termos incomuns e expressões idiomáticas empregados. Neste trabalho Proença aprofunda um dos temas que mais receberam atenção da crítica: a identificação do protagonista como um retrato atemporal do povo brasileiro, além de descrever o livro como uma feliz expressão de uma cultura nacional formada a partir de uma variedade de elementos distintos. Segundo Silviano Santiago, Proença operou um enorme salto qualitativo na crítica do Macunaíma, aliando de maneira ideal "erudição, esforço de sistematização, rigor exegético e sólida formação estilística", permanecendo até hoje como uma das principais referências e como "o guia de leitura mais seguro para o neófito e o leitor comum".
Em 1957, Antonio Candido, em sua obra Formação da Literatura Brasileira, identificou Mario de Andrade como um dos principais expoentes do movimento modernista brasileiro, e como tal um dos grandes responsáveis pela materialização do projeto modernista de "reescrever o Brasil", ou seja, de situá-lo na perene dinâmica entre o regionalismo e o cosmopolitismo afirmando um caráter que, embora genuinamente brasileiro, se devia a uma rica tessitura de elementos contrastantes nativos e estrangeiros, renovadores e tradicionalistas, finalmente libertando a cultura nacional de uma dependência excessiva do passado colonial e português, e entendendo traços da cultura brasileira antes considerados negativos como sinais positivos de autenticidade, trazendo à tona e superando "uma série de recalques históricos, sociais e étnicos". Para Cândido, Macunaíma foi a obra mais importante do movimento.

Cartaz do filme Macunaíma, 1969

Na década de 1960 as vanguardas brasileiras redescobriram os modernistas, e nesse processo o Macunaíma passou a receber análises mais frequentes. Em 1969 Joaquim Pedro de Andrade realizou uma adaptação para o cinema que foi muito elogiada e recebeu vários prêmios, tendo na época uma repercussão só comparável aos filmes de Nelson Pereira dos Santos e de Glauber Rocha.
Na década de 1970 a crítica assumiu uma postura e uma metodologia definitivamente acadêmicas, depois das apreciações opinativas ou militantes (pró ou contra) das décadas anteriores e do rigoroso mas isolado ensaio de Proença. Os estudiosos seguiram duas linhas principais de abordagem: uma enfocando a análise estrutural, através de teorias desenvolvidas por Vladimir Propp e Lévi-Strauss, e outra o estudo hermenêutico a partir do conceito de intertextualidade proposto por Mikhail Bakhtin e Julia Kristeva. Mário Chamie inicia a série de referências obrigatórias desta fase com Intertexto (1970), onde aplica teorias da linguística que estiveram em voga na época, uma abordagem que seria continuada e expandida por Susana Camargo em Macunaíma: ruptura e tradição (1977) e Eneida Maria de Sousa em A Pedra Mágica do Discurso (1999). Em Morfologia de Macunaíma (1973), Haroldo de Campos estudou sua forma, estrutura e linguagem, aproximando o método de Mário com o de Oswald de Andrade em seus romances, descrevendo a obra como um mosaico e uma paródia e enfatizando seus aspectos antropofágicos e primitivistas, buscando definir sua localização dentro da estética e dos métodos modernistas. Em 1974 Telê Porto Ancona Lopez iniciou sua série de estudos fundamentais sobre o Macunaíma com A Margem e o Texto, investigando a gênese da obra e dando as bases para sua primeira edição crítica. A obra foi tema da escola de samba Portela no carnaval carioca de 1975.
Em 1978 Heloísa Buarque de Hollanda estudou a importante adaptação para o cinema no livro Macunaíma: da literatura ao cinema, no mesmo ano Jacques Thiériot fez a primeira adaptação para o teatro, dirigida por Antunes Filho com grande sucesso de público e crítica, inclusive no exterior, e ainda em 1978 surgia a primeira Edição Crítica de Macunaíma, de Telê Lopez, estudando anotações, esquemas e projetos preparatórios da narrativa, correspondência, artigos e outros documentos marginais ao Macunaíma deixados por Mário, no intuito de esclarecer as origens e percurso elaborativo da obra e as escolhas do autor, sintetizando as impressões de outros críticos publicadas até então e trazendo uma bibliografia com os textos mais relevantes. A riqueza do material compilado e a abrangência das análises a tornaram peça essencial para os estudos posteriores. Em 1979 Gilda de Mello e Souza publicou O Tupi e o Alaúde: uma interpretação de Macunaíma, que fez um estudo das fontes usadas por Mário e analisou o livro contra o panorama geral da sua produção intelectual, destacando os muitos elos que interligavam suas diferentes facetas. Mello e Souza comparou seu processo criativo com o do compositor musical, expandiu a interpretação do protagonista como a imagem do homem moderno, não apenas brasileiro — conflitivo, descentrado e cheio de dúvidas —, e ressaltou os laços da narrativa com uma tradição literária milenar, especialmente pela sua exploração do folclórico, do maravilhoso e do mágico, comparando a dificultosa busca do muiraquitã com a busca do Graal ou outro objeto mágico, tema tão popular na literatura medieval. Ainda nos anos 1970 Emir Rodriguez Monegal e sobretudo Raúl Antello publicaram vários artigos estudando a relação do Macunaíma com a literatura latino-americana.
Esses trabalhos principais foram acompanhados por muitos outros, num período em que o interesse da crítica aumentava rapidamente, acompanhado pelo interesse do público em geral. Depois de uma tradução para o inglês e outra para o espanhol feitas ainda em vida de Mário, nesta década a obra recebeu mais três traduções, todas de grande mérito — Giuliana Segre Giorgi (italiano), Jacques Thiériot (francês) e Héctor Ola (espanhol) —, que contribuíram decisivamente para a ampliação do público internacional. Enfim, passava a ser um consenso identificá-la como o maior monumento do Modernismo literário brasileiro e como a obra-prima de Mário de Andrade. Contudo, o que a tornou realmente obra popular foi sua inclusão na bibliografia básica para os concursos vestibulares na década de 1980, o que produziu uma vasta ampliação no número de leitores.
Em 1988 Telê Lopez publicava a segunda versão da Edição Crítica, ampliada com a colaboração de diversos estudiosos que apresentavam ensaios sobre aspectos particulares, sendo traduzida para várias línguas, e uma terceira edição viria à luz em 1996. Em fins da década de 1990 o original já havia sido traduzido para cinco outras línguas e dado origem a uma grande série de trabalhos que o tomavam como inspiração ou lhe faziam referência, na música, na literatura, nas artes visuais, no teatro e outros domínios. Tornara-se um influente ícone e uma das obras canônicas da cultura brasileira, considerando-se que havia contribuído para renovar a linguagem literária, para abrir novos campos temáticos e novas pesquisas estruturais, e para instaurar uma consciência nacional crítica no romance brasileiro. Hoje o Macunaíma é uma das obras mais estudadas da literatura brasileira, gerando copiosa bibliografia.
Com todo esse sucesso acadêmico, segundo Vieira & Rodrigues o Macunaíma ainda não foi estudado com profundidade no plano histórico e social, e a maioria das publicações se concentra na questão da linguagem, na intertextualidade e no gênero narrativo. A celebrada rapsódia de Mário de Andrade tem-se revelado uma fonte inesgotável para interpretações as mais variadas e também para a polêmica, e de muitas formas é uma obra "indomável". José de Paula Ramos Júnior observou que ela "continua a repor seu enigma a cada releitura. Apesar de tantos esforços críticos reveladores, como disse Darcy Ribeiro, 'Macunaíma permanece um mistério'."
O Modernismo como um todo nunca foi um movimento homogêneo, desde seu surgimento sofreu críticas continuadas, e atualmente tem sido revisto. Macunaíma no início compartilhou desse destino controverso, mas nas últimas décadas sua consagração como uma grande obra de arte praticamente o isolou do revisionismo pós-moderno em relação ao Modernismo, embora as divergências da crítica sobre a sua interpretação geral e sobre aspectos particulares continuem grandes. O que ele representa, porém, de um modo original, autêntico e sincrético de ser, a maneira plural positiva de entender a unidade, continua sob ataque, num país em que as desigualdades sociais permanecem gritantes, a globalização vai apagando as diferenças culturais, os povos indígenas continuam sendo massacrados e espoliados, e o racismo parece ganhar novo ímpeto. Para muitos pesquisadores, a obra ainda tem muito a revelar e ensinar aos brasileiros. Por exemplo, para Gislene Silva de Araújo, Macunaíma permanece atual pelo seu "olhar crítico voltado às fontes, às raízes nacionais", buscando reinterpretá-las e atualizá-las. "Macunaíma nos excita, nos perturba, nos obriga a pensar, a julgar, a comparar". Mayara Evangelista Alegre pensa que ele é um grande exemplo de valorização da memória e das raízes múltiplas da cultura brasileira, sem o que o debate sobre a identidade cai no vazio e o exercício pleno da cidadania se torna inviável; Noemi Jaffe considera que "é um livro para entender as contradições de um país que não prospeta e não crê em seu potencial"; na opinião de Leonardo Campos, "a obra de Mário de Andrade é relevante para o atual cenário político do nosso país", avaliando que a postura cidadã das pessoas está adormecida, que o desconhecimento das raízes ainda é largo e que é contínua a desvalorização do sentido de comunidade, e segundo Telê Lopez o que garante a atualidade de Macunaíma "é o diálogo que propõe conosco, homens e mulheres contemporâneos, ao tocar não apenas verdades do homem no Brasil, como verdades humanas, atuais, como o medo de crescer, a evasão à responsabilidade, a importância do ócio criador, a crítica do trabalho formiga, alienado".

## Adaptações
Foi adaptado para o cinema por Joaquim Pedro de Andrade em 1969 no filme Macunaíma. Também foi montada uma premiada peça de teatro por Antunes Filho, encenada pela primeira vez na década de 1970 e que chegou a ser apresentada em vários países. Em 2008, a Ática publicou uma quadrinização, escrita e desenhada por Rodrigo Rosa, e em 2016 a Editora Peirópolis publicou uma quadrinização produzida pelos ilustradores Angelo Abu e Dan X. Em 2008 a cantora Iara Rennó gravou o CD Macunaó.peraí.matupi ou Macunaíma Ópera Tupi, com 13 canções inspiradas pelo livro. Em 2017 foi lançado o livro Mário, o Modernista a Caráter, biografia satírica escrita por Valquíria Maroti Carozze. Na obra, Macunaíma, criação de Mário de Andrade, personifica a função literária de seu criador e escreve a biografia do modernista paulistano. A metamorfose do herói em escritor e biógrafo de seu "pai" resulta em passagens descritas com humor e ironia. Apesar de se situar como obra ficcional, o livro resgata informações extraídas de seus poemas, romances e correspondência, recriando-as livremente.